# معرض الفنون نيو ساوث ويلز
تأسَّس معرض الفنون في نيو ساوث ويلز (AGNSW) باسم أكاديمية نيو ساوث ويلز للفنون في عام 1872 والذي كان يُعرف باسم المعرض الوطني للفنون في نيو ساوث ويلز بين عامي 1883 و1958، ويقع في ذا دومين، سيدني، أستراليا. إنه أهم معرض عام في سيدني وواحد من أكبر المعارض في أستراليا. افتتح المعرض العام الأول للمعرض في عام 1874. الدخول مجاني إلى مساحة المعرض العامة، والتي تعرض الفن الأسترالي (بما في ذلك الفن الأسترالي الأصلي) والفن الأوروبي والآسيوي. تم افتتاح معرض آسيوي مخصص في عام 2003.

## التاريخ

### القرن الـ 19

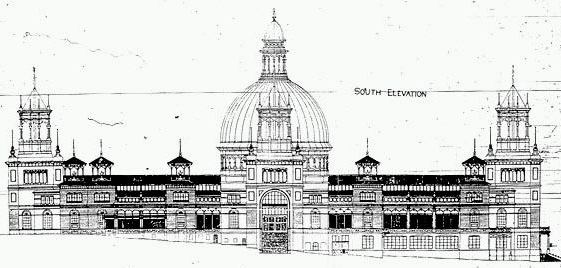
قصر الحديقة

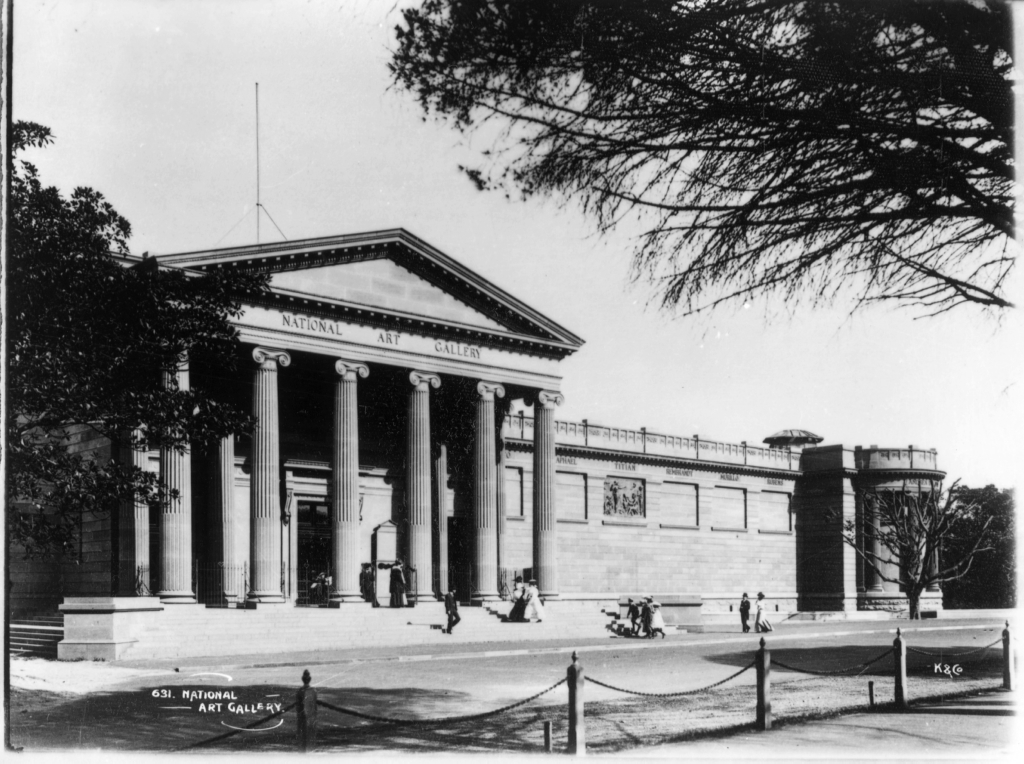
معرض الفنون نيو ساوث ويلز (ق. 1900)

في 24 أبريل 1871، تم عقد اجتماع عام في سيدني لتأسيس أكاديمية للفنون «لغرض الترويج للفنون الجميلة من خلال المحاضرات ودروس الفن والمعارض المنتظمة». شارك إليعازر ليفي مونتفيوري (شقيق جاكوب ليفي مونتفيوري وابن شقيق جاكوب وجوزيف بارو مونتفيوري) في تأسيس أكاديمية نيو ساوث ويلز للفنون (يشار إليها أيضًا باسم أكاديمية الفنون)  في عام 1872. من عام 1872 حتى عام 1879 كان النشاط الرئيسي للأكاديمية هو تنظيم معارض فنية سنوية. أقيم المعرض الأول للفن الاستعماري، تحت رعاية الأكاديمية، في غرفة التجارة، بورصة سيدني عام 1874. في عام 1875، أصبح أسبلاي فالز بواسطة كونراد مارتنز، بتكليف من الأمناء وتم شراؤه مقابل 50 جنيهًا إسترلينيًا من أول منحة حكومية قدرها 500 جنيه إسترليني، أول عمل على الورق لفنان أسترالي يحصل عليه المعرض.
في عام 1874 صوَّت برلمان نيو ساوث ويلز الأموال لصالح معرض فنون جديد في نيو ساوث ويلز، مع مجلس أمناء لإدارة الصناديق، كان أحدهم مونتيفيوري.
تم وضع مجموعة المعرض لأول مرة في كلاركس أسيمبلي هال في شارع إليزابيث حيث كانت مفتوحة للجمهور بعد ظهر يومي الجمعة والسبت. تم نقل المجموعة في عام 1879 إلى ملحق خشبي إلى جاردن بالاس الذي تم بناؤه لمعرض سيدني الدولي في المجال وافتتح رسميًا باسم «معرض الفنون في نيو ساوث ويلز»  في 22 سبتمبر 1880. في عام 1882، افتتح مونتيفيوري ورفاقه الأمناء المعرض الفني بعد ظهر يوم الأحد من الساعة 2 مساءً حتى 5 مساءً.
 
كان مونتفيوري رئيسًا لمجلس الأمناء من عام 1889 إلى عام 1891، وأصبح مديرًا للمعرض في عام 1892، وهو المنصب الذي احتفظ به حتى وفاته عام 1894.
أدى تدمير قصر الحديقة بنيران عام 1882 إلى الضغط على الحكومة لتوفير منزل دائم للمجموعة الوطنية. في عام 1883، تم تعيين المهندس المعماري الخاص جون هوربوري هانت من قبل الأمناء لتقديم التصميمات. في نفس العام، تم تغيير اسم «المعرض الوطني للفنون في نيو ساوث ويلز». تم دمج المعرض بموجب قانون المكتبة ومعرض الفنون لعام 1899.
في عام 1895، تم تكليف المهندس المعماري الاستعماري الجديد، والتر ليبرتي فيرنون (1846-1914)، بتصميم المعرض الدائم الجديد وافتتح معرضان للصور في عام 1897 ومعرضان آخران في عام 1899. تمت إضافة معرض ألوان مائية في عام 1901 وفي عام 1902 تم الانتهاء من الردهة البيضاوية الكبرى.

### القرن الـ 20
حضر أكثر من 300000 شخص إلى المعرض خلال مارس وأبريل 1906 لمشاهدة لوحة هولمان هانت نُور العالَم (بالإنجليزية: The Light of the World)‏. في عام 1921، مُنحت جائزة أرشيبالد لويليام بيكويذ ماكننيس عن صورته للمهندس المعماري ديسبرو أنيير. تم تثبيت تماثيل الفروسية وعروض السلام وعروض الحرب من قبل جيلبرت بايز أمام الواجهة الرئيسية في عام 1926. تم تعيين جيمس ستيوارت ماكدونالد مديراً وسكرتير عام 1929. في عام 1936، مُنحت جائزة سليمان الافتتاحية لهنري هانكي عن فيلم لا جيتانا. تم تعيين جون ويليام أشتون مديرًا وسكرتيرًا في عام 1937.
كانت نورا هيسن أول امرأة تفوز بجائزة أرشيبالد عام 1938 بصورتها السيدة إيلينك شورمان، زوجة القنصل العام لهولندا. تم تركيب المصباح الكهربائي في نفس العام مؤقتًا في المعرض ليظل مفتوحًا ليلا لأول مرة. في عام 1943، فاز ويليام دوبيل بجائزة أرشيبالد لجوشوا سميث، مما تسبب في جدل كبير. تم تعيين هال ميسينغام مديرا وسكرتيرا في عام 1945. في 1 يوليو 1958، تم تعديل قانون معرض الفنون في نيو ساوث ويلز وعاد اسم المعرض إلى «معرض الفنون في نيو ساوث ويلز».
في عام 1969 بدأ تشييد جناح الكابتن كوك للاحتفال بمرور مائتي عام على هبوط كوك في بوتاني باي. تم افتتاح الجناح الجديد في مايو 1972، بعد تقاعد ميسنغهام وتعيين بيتر فيليب لافيرتي مديراً في عام 1971. كانت أول الأفلام الحديثة التي ستُعرض في المعرض هي مودرن ماسترز: مانيت تو ماتيس (بالإنجليزية: Modern Masters: Monet to Matisse)‏ في عام 1975. اجتذبَ الفيلم 180 ألف شخص على مدار 29 يومًا. أقيم بينالي سيدني عام 1976 في المعرض لأول مرة. كانت دار أوبرا سيدني هي المكان الذي أقيم فيه البينالي الافتتاحي في عام 1973. وشهد عام 1977 معرضًا بعنوان "مجموعة مختارة من الاكتشافات الأثرية الحديثة لجمهورية الصين الشعبية". تم تعيين إدموند كابون مديراً في عام 1978 وفي عام 1980 أنشأ قانون معرض الفنون في نيو ساوث ويلز (1980) "معرض الفنون في نيو ساوث ويلز ترست". وخفض عدد الأمناء إلى تسعة ونص على أن يكون "عضوان على الأقل" على دراية وخبرة في الفنون البصرية ".
وبدعم من رئيس الوزراء آنذاك نيفيل وران، أصبح أحد التوسعات الرئيسية للمعرض مشروعًا مائتي عام. افتتح في الوقت المناسب في كانون الأول (ديسمبر) 1988، ضاعفت الإضافات مساحة أرضية المعرض. في عام 1993، فاز كيفن كونور بجائزة دوبيل الافتتاحية للرسم لبيرمونت والمدينة. في عام 1994، تم افتتاح معرض يوريبانا، المخصص لفن السكان الأصليين وسكان جزر مضيق توريس.

### القرن الـ 21
2000 – 2009

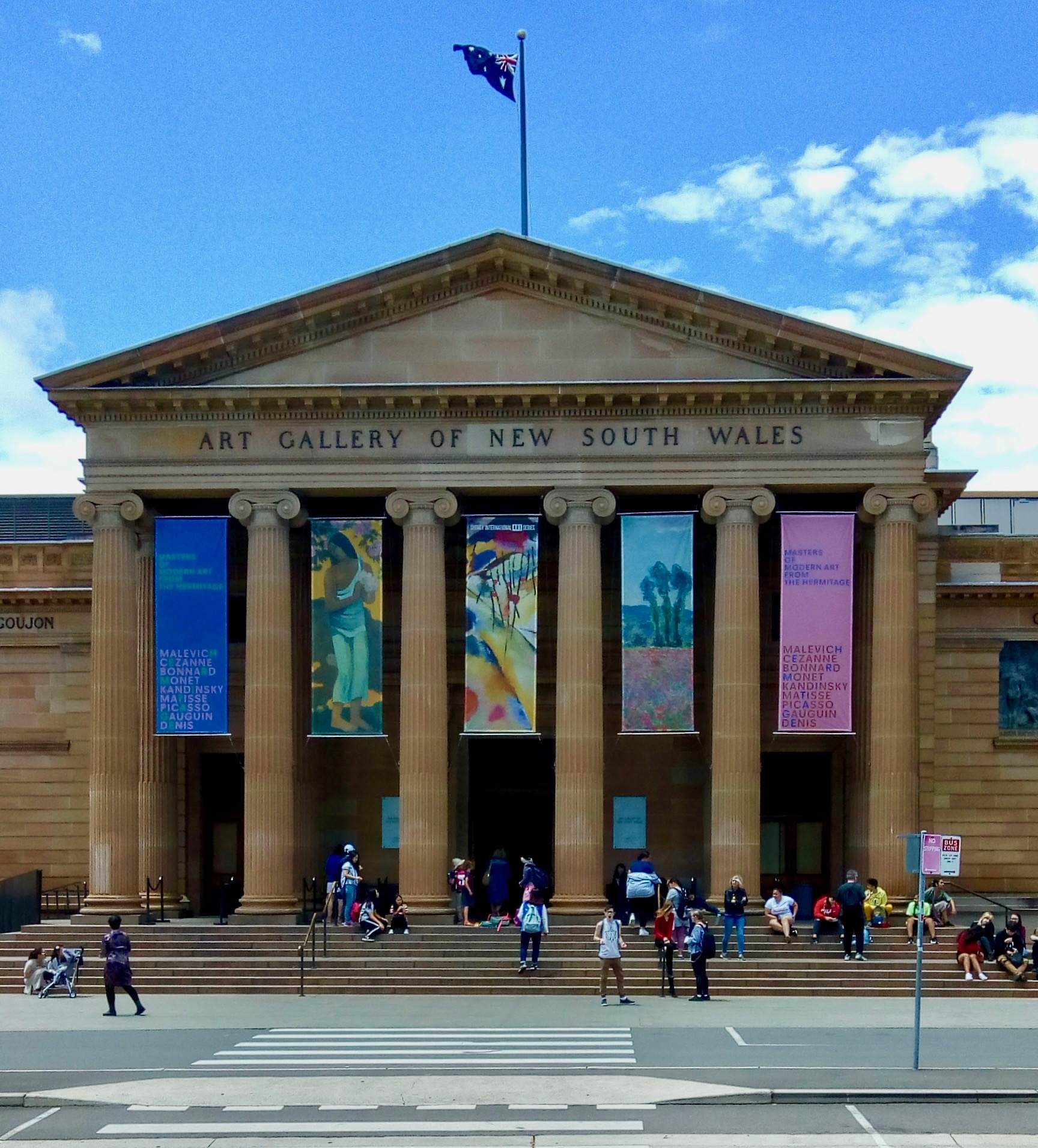
معرض الفنون في نيو ساوث ويلز في سيدني مع لافتات معرض هيرميتاج، نوفمبر 2018.

في عام 2001، أعلن معرض نيو ساوث ويلز للفنون أن تسعة من 40.000 عمل فني في المعرض يمكن أن تكون من بين العديد من اللوحات التي سرقها النازيون وأنه كان يجري بحثًا عن المصدر.
في عام 2003، بدأ برنامج آرت أفتر هاوزر (بالإنجليزية: Art After Hours)‏ مع تمديد ساعات عمل المعرض كل يوم أربعاء. فاز جريج ويز بالجائزة الافتتاحية للصور الفوتوغرافية الأسترالية. احتفلت جمعية معرض الفنون في نيو ساوث ويلز بالذكرى الخمسين لتأسيسها في نفس العام وافتتحت مساحة معرض رودي كومون غاليري، تلاها المعرض الآسيوي الجديد.
سجل معرض عام 2004 لأعمال مان راي رقما قياسيا في حضور معارض التصوير الفوتوغرافي، حيث حضره أكثر من 52000 زائر. في نفس العام، تم رفع طعن قانوني ضد منح جائزة أرشيبالد لكريغ رودي عن عالمين له ديفيد غولبيل. وتم إنشاء جائزة آن لاندا، وهي أول جائزة أسترالية لنقل الصور والوسائط الجديدة. تم افتتاح نولان روم في مؤسّسة نيلسون ميرز أيضًا في عام 2004، مع عرض خمس لوحات رئيسية من سيدني نولان تم إهدائها للمعرض من قبل المؤسسة على مدار السنوات الخمس الماضية.
تم إطلاق ماي فيرتشيال جاليري (بالإنجليزية: myVirtualGallery)‏ على موقع المعرض في عام 2005 وأعيد فتح غرفة الاجتماعات السابقة لعرض اللوحات والمنحوتات والأعمال الورقية لفنانين أستراليين. في عام 2005، حكم القاضي هاميلتون لصالح المعرض بسبب الجائزة المتنازع عليها لعام 2004 لجائزة أرشيبالد إلى كريج رودي. في نفس العام، تعهد جايمس جليسون وشريكه فرانك أوكيفي بمبلغ 16 مليونًا دولارًا أستراليًا من خلال مؤسسة جليسون أوكيف للحصول على أعمال لمجموعة المعرض.
في 10 يونيو 2007، تمت سرقة عمل من القرن السابع عشر لفرانس فان ميريس بعنوان كافالبيه (صورة ذاتية) من المعرض. اللوحة قد تبرع بها جون فيرفاكس وقدرت قيمتها بأكثر من مليون دولار أسترالي. أثارت السرقة تساؤلات حول الحاجة إلى زيادة الأمان في المعرض. في نفس العام تبرعت عائلة بيلجيورنو-نيتيس بمبلغ 4 ملايين دولار أسترالي على مدى أربع سنوات للمعرض لدعم الفن المعاصر.
في عام 2008، اشترى المعرض لوحة بول سيزان بورد دو لا مارن (بالفرنسية: Bords de la Marne)‏ مقابل 16.2 مليون دولار أسترالي وهو أعلى مبلغ يدفعه المعرض مقابل عمل فني. في نفس العام، أعلنت حكومة نيو ساوث ويلز عن منحة قدرها 25.7 مليون دولار أسترالي لبناء مرفق تخزين خارج الموقع وتم الإعلان عن هدية من مجموعة عائلة جون كالدور للمعرض. تقدر قيمتها بأكثر من 35 مليونًا دولارًا أستراليًا، تضم حوالي 260 عملاً تمثل تاريخ الفن الدولي المعاصر. تم الاحتفال بتجديد المحاكم الكبرى في القرن التاسع عشر في «عطلة نهاية الأسبوع المفتوحة» الافتتاحية للمعرض في عام 2009.
2010 إلى الوقت الحاضر

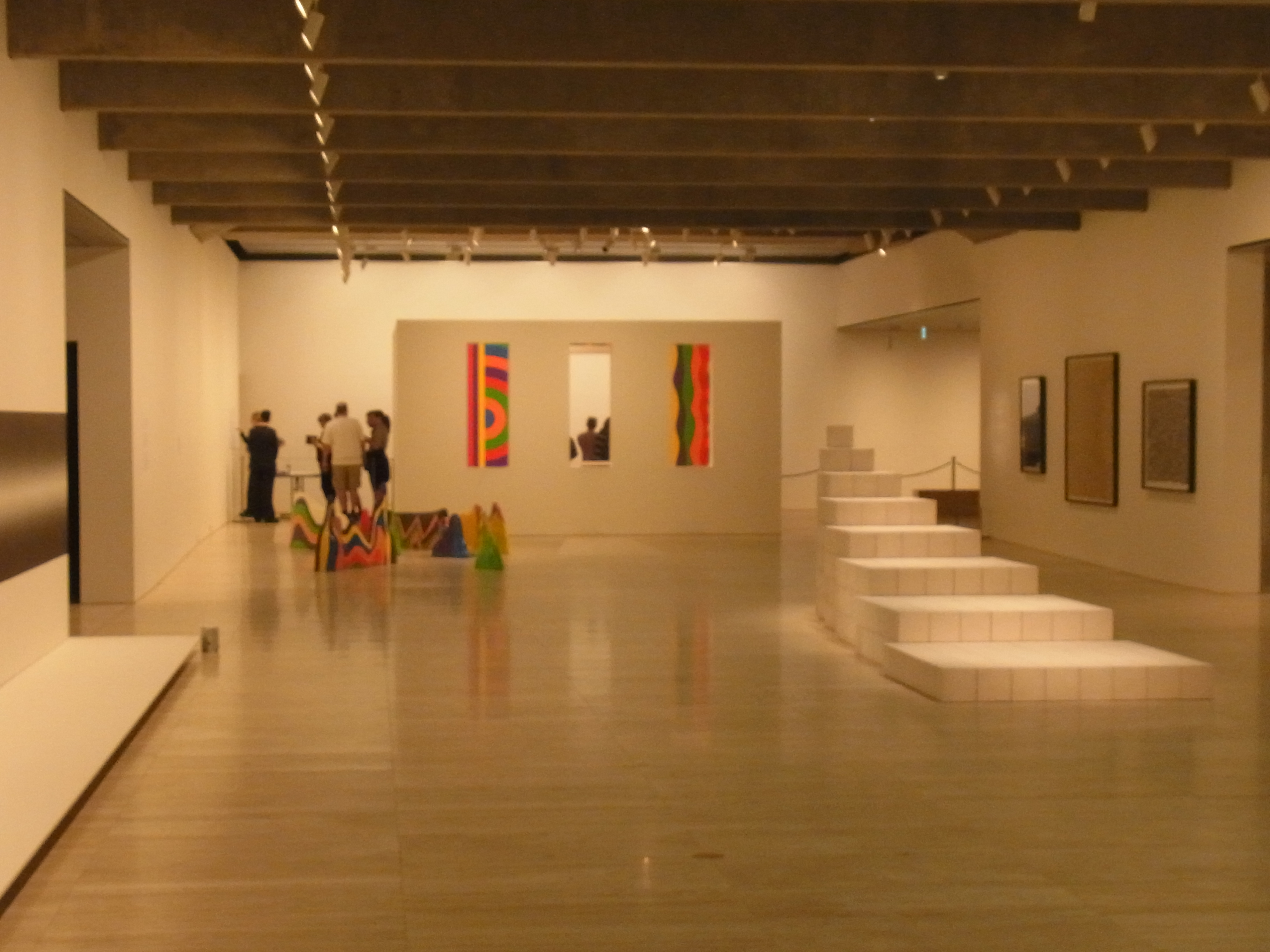
معرض عائلة جون كالدور المعاصر (2014)

تم إنشاء معرض معاصر جديد في عام 2010 عن طريق إزالة رفوف التخزين من أدنى مستوى في جناح كابشن كوك، وتم نقل الأعمال الفنية إلى مخزن خارج الموقع. بدأ تشغيل مرفق تخزين المجموعات خارج الموقع الجديد. في نفس العام، تسبب منح جائزة واين إلى Sam Leach لاقتراح لكون المناظر الطبيعية في جدل بسبب تشابه اللوحة إلى مشهد هولندي من القرن السابع عشر؛ وأعلن المعرض عن وصية مولي جووينغ لـ 142 عملًا فنيًا بالإضافة إلى 5 ملايين دولار أسترالي لإنشاء صندوقي هبات من أجل المقتنيات: أحدهما للفن الأصلي والآخر أكبر للمقتنيات العامة.
اجتذب معرض عام 2011 ذا فيرست إمبيرور: إنتومبيد واريورز الصينية أكثر من 305000 شخص وفي نفس العام افتتحت صالات عرض معاصرة جديدة، بما في ذلك معرض جون كالدور فاميلي جاليري (بالإنجليزية: John Kaldor Family Gallery)‏ بالإضافة إلى معرض للتصوير الفوتوغرافي وغرفة دراسة أعمال مجددة على الورق. في أغسطس 2011، أعلن إدموند كابون تقاعده بعد 33 عامًا من العمل كمدير.
تولى الدكتور مايكل براند منصب المدير في منتصف عام 2012. بيكاسو: استقطبت روائع متحف بيكاسو الوطني في باريس ما يقرب من 365000 زائر - وهو أكبر عدد على الإطلاق لمعرض في المعرض، أيضًا في عام 2012 وفاز مايكل زافروس بجائزة بولغاري الفنية الافتتاحية مع ذا راوند روم. في نفس العام، أعلن كينيث ريد عن نيته في توريث مجموعته الخاصة الكاملة المكونة من 200 قطعة من الخزف الأوروبي النادر والقيِّم من القرن الثامن عشر بقيمة 5.4 مليون دولارًا أسترالي.

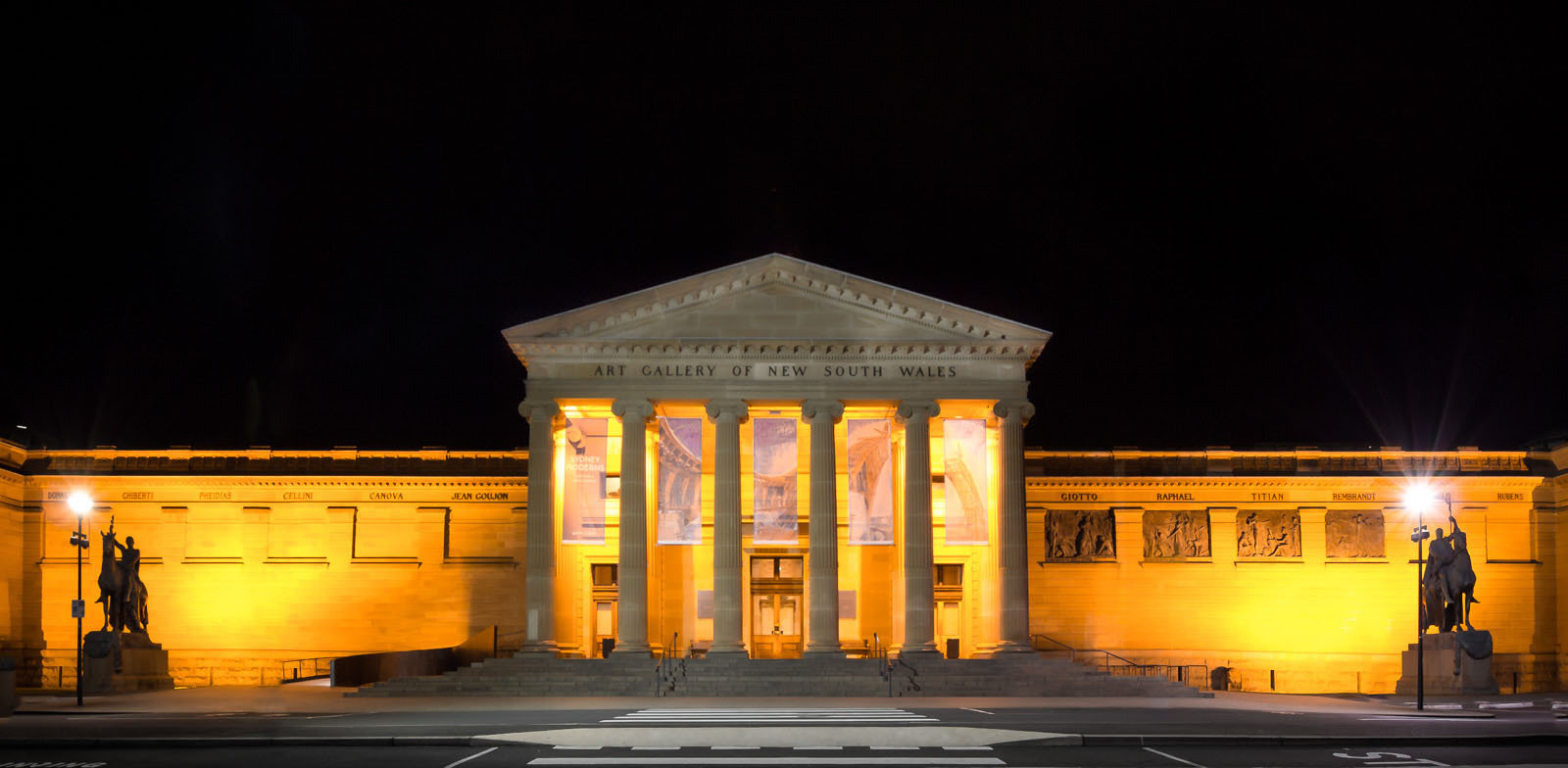
المعرض في الليل (2013)

في عام 2013، كشف المعرض عن رؤية إستراتيجية وخطة رئيسية، تحت عنوان سيدني مودرن: اقتراح لتوسيع كبير وتجديد التركيز على خدمة جمهور عالمي. كان الهدف المعلن هو إكمال المشروع بحلول عام 2021، الذكرى 150 لتأسيس المعرض في عام 1871. وفي نفس العام، تلقى المعرض 10.8 مليون دولار أسترالي من حكومة نيو ساوث ويلز لتمويل مراحل التخطيط في سيدني الحديثة، والتي ستشهد تشييد مبنى جديد ومضاعفة حجم المؤسسة. تم استخدام الأموال على مدار العامين المقبلين في دراسات الجدوى والهندسة المتعلقة باستخدام الأرض بجوار منزل المعرض الحالي الذي يعود تاريخه إلى القرن التاسع عشر، ولإطلاق مسابقة معمارية دولية.
أسفرت مسابقة التصميم الدولية لمشروع سيدني الحديث عن دعوة خمس شركات معمارية من القائمة الأصلية المكونة من اثني عشر شركة لتقديم تصميماتها المفاهيمية النهائية في أبريل 2015. مزيج من الأموال الخاصة والحكومية في نيو ساوث ويلز سيدفع 450 مليون دولار أسترالي، تم اختيار شركة ماكغريغور كوكسال لإعادة تصميم الحدائق. أثار المشروع الجدل بسبب نفقاته والتعدي على الأراضي العامة للمجال والحدائق النباتية الملكية واعتماده على «تسويق أكبر بكثير».

## البنايات

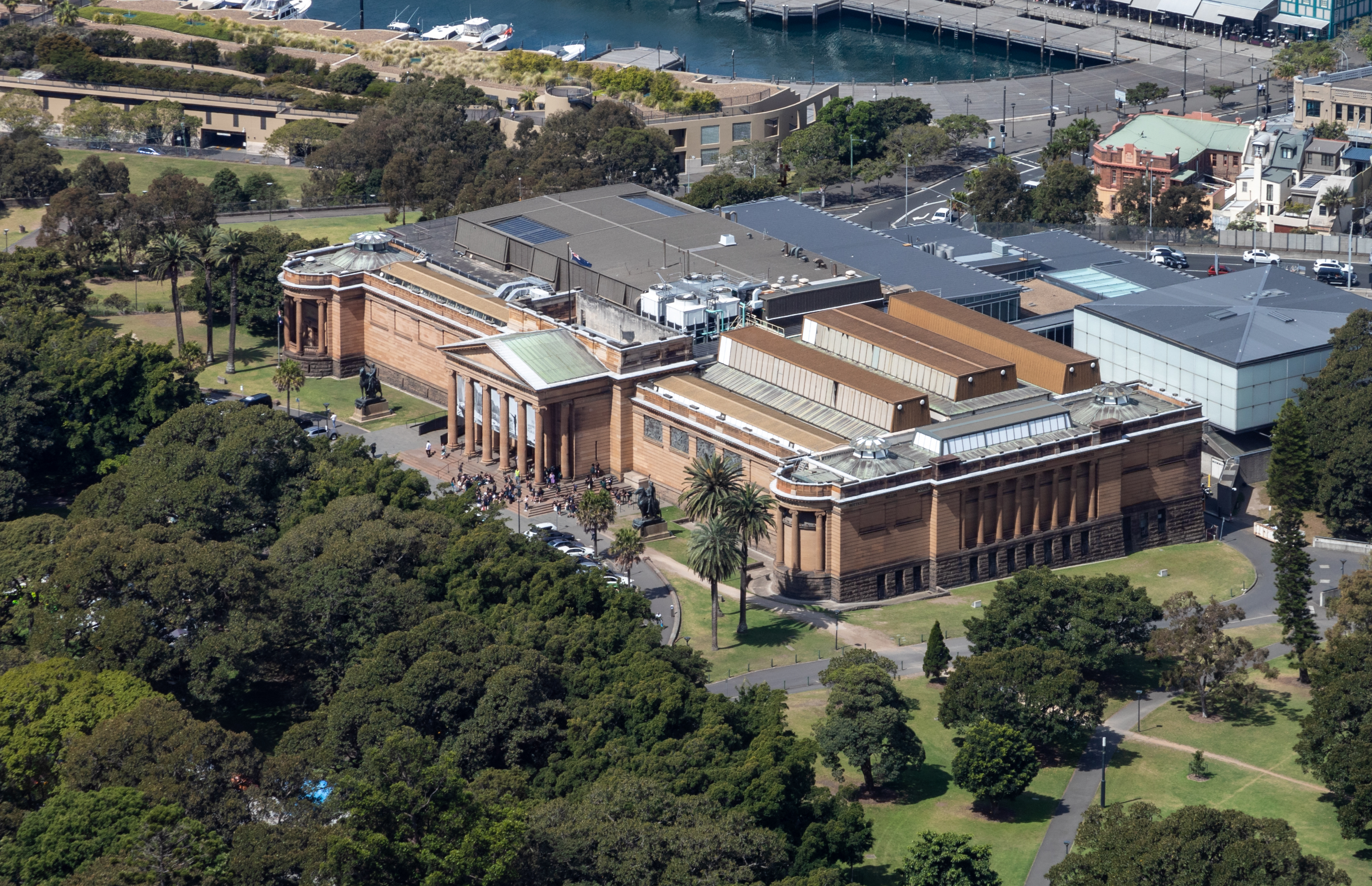
المعرض ومحيطه عام 2019

في عام 1883، تم تعيين جون هوربيري هانت، وهو مهندس معماري في عيادة خاصة، من قبل أمناء المعرض لتصميم معرض دائم. على الرغم من أن هانت قدم أربعة تصميمات مفصلة بأساليب مختلفة بين عامي 1884 و1895، إلا أن عمله لم يكن سوى مبنى مؤقت في المجال. مع جدران من الطوب الخام وسقف منشار، تم استنكاره في الصحافة باسم «آرت بارن».

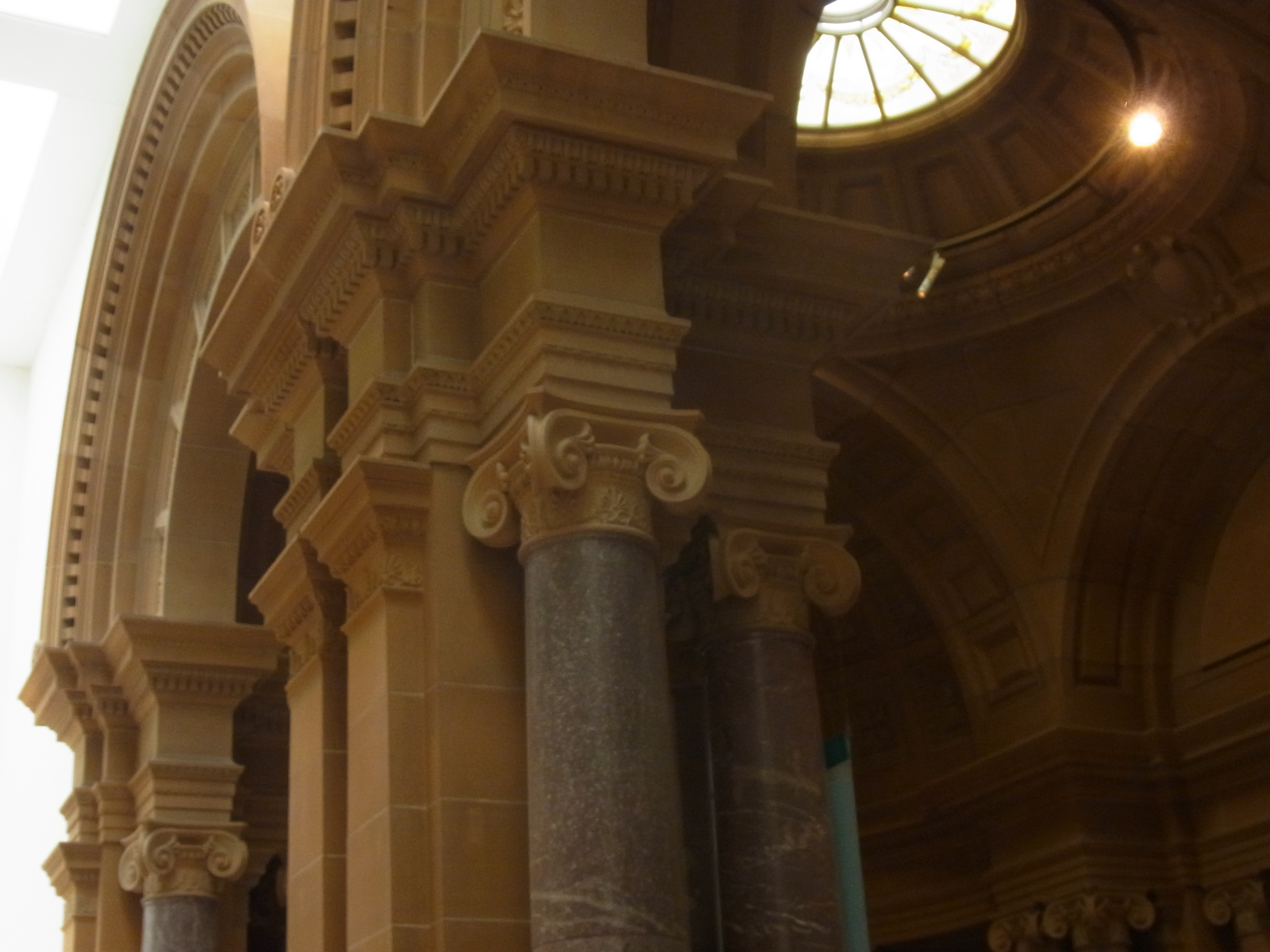
أعمال حجرية لفيرنون

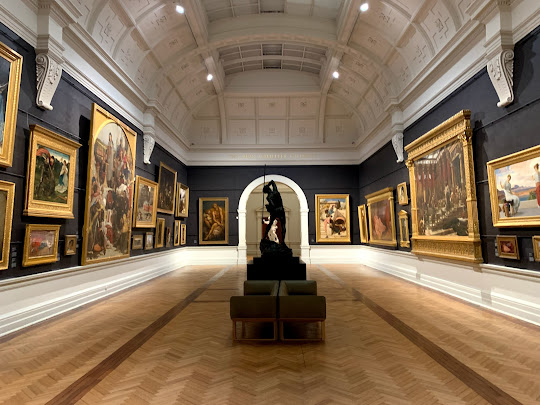
فن أواخر القرن التاسع عشر في معرض جون شيفر

حصل المهندس المعماري الحكومي المعين حديثًا، والتر ليبرتي فيرنون، على عمولة مرموقة على جون هوربوري هانت في عام 1895. اعتقد فيرنون أن النمط القوطي اعترف بمزيد من التفرد والثراء «لا يمكن الحصول عليهما في خطوط باغان كلاسيك الأكثر برودة ولا تنحرف». لم يقتنع الأمناء وطالبوا بمعبد كلاسيكي للفن، على عكس المتحف الوطني الاسكتلندي ويليام هنري بلايفير، إدنبرة، الذي افتتح عام 1859.
تم بناء مبنى فيرنون، الذي يضم ثمانية ساحات مضاءة في النهار، على أربع مراحل. بدأت المرحلة الأولى في عام 1896 وافتتحت في مايو 1897. بحلول عام 1901، تم الانتهاء من النصف الجنوبي بأكمله من المبنى. أشار مقال صحفي في ذلك الوقت إلى:
 

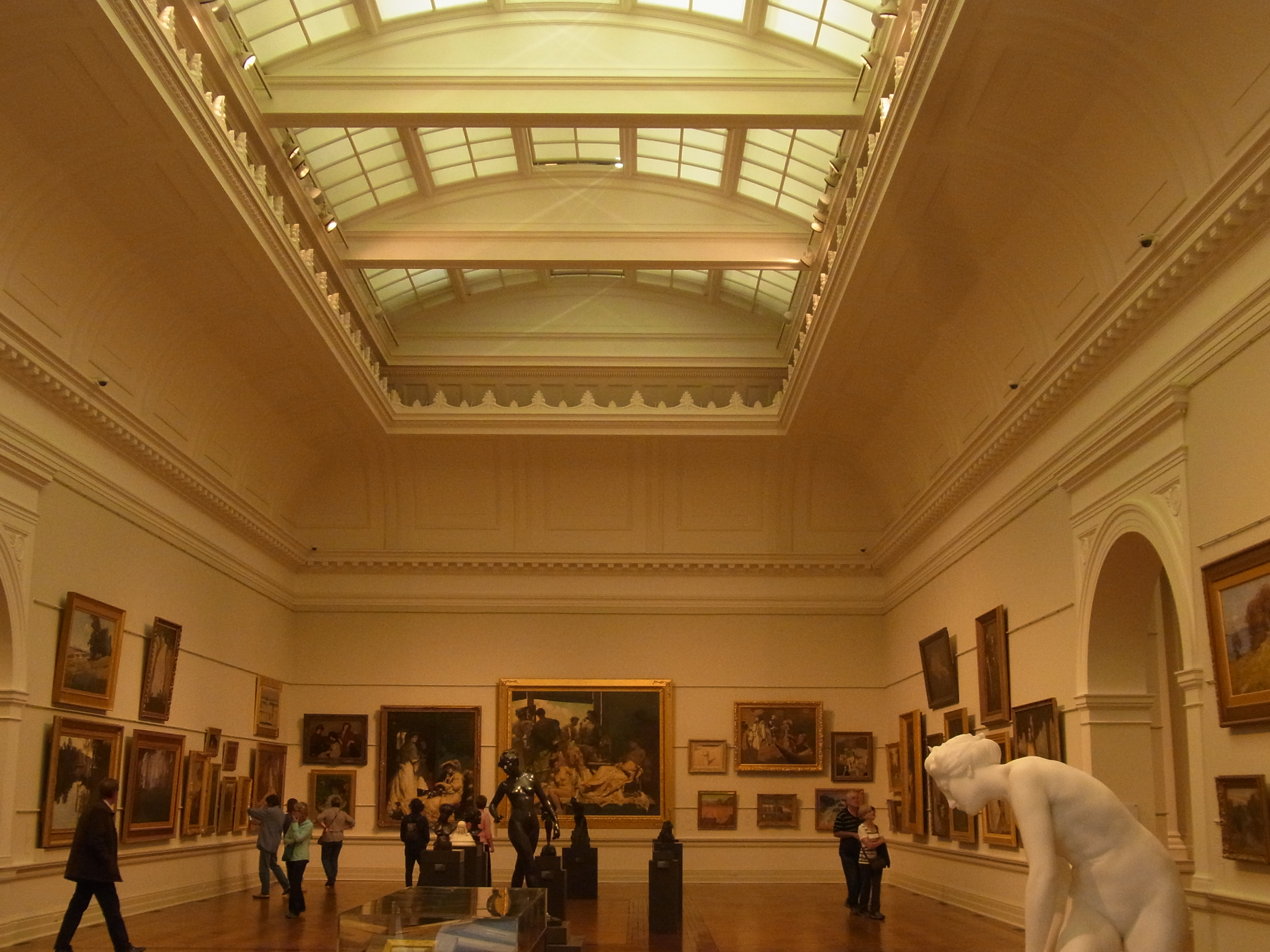
المحكمة القديمة لفيرنون

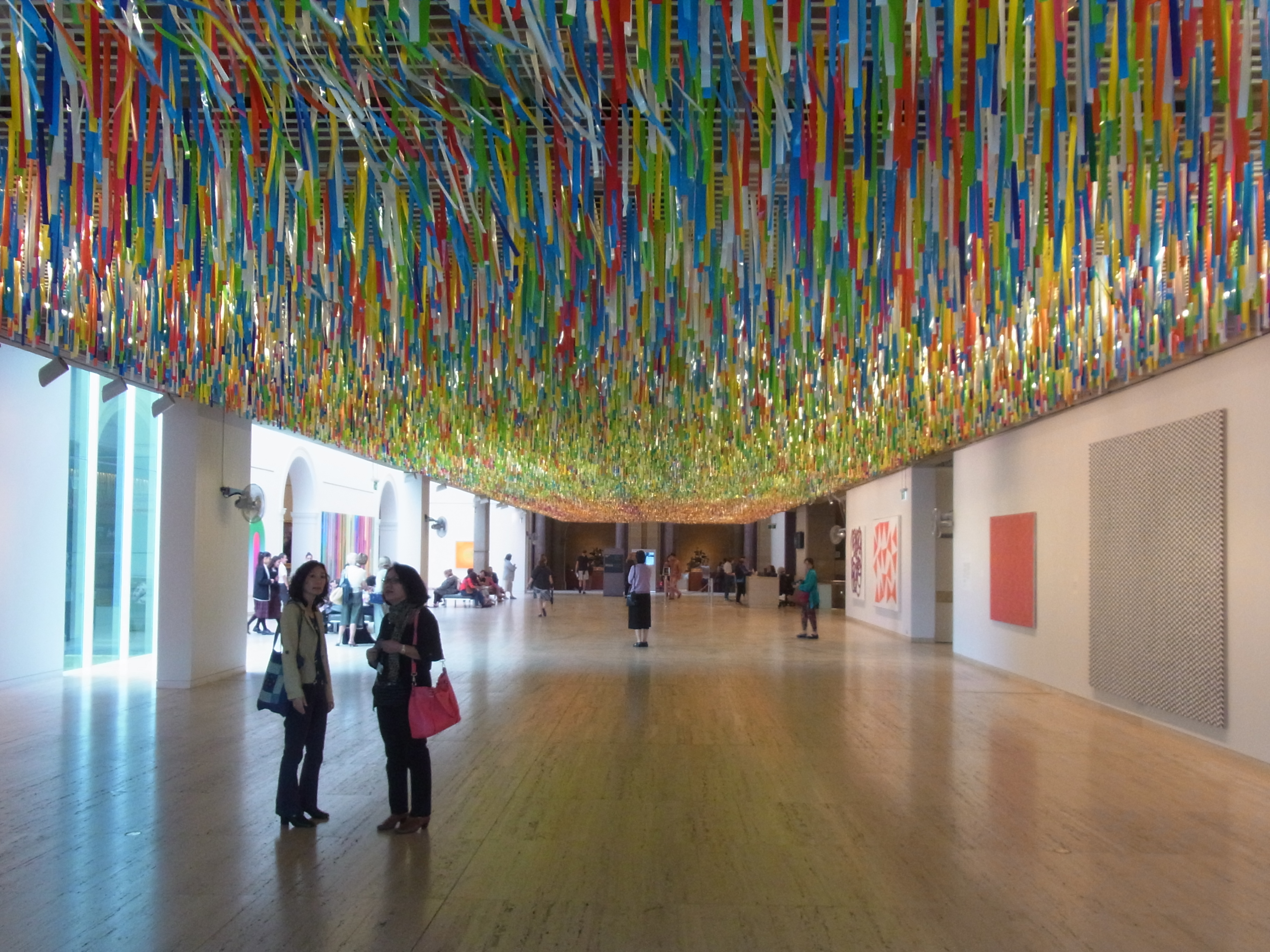
المحكمة الرئيسية مع عمل معلق في السقف بعنوان رالِّي 2014 بواسطة نيك سافاس (2014)

اقترح فيرنون أن يؤدي لوبيه البيضاوي إلى محكمة مركزية بنفس القدر. لم يتم قبول خططه. حتى عام 1969، قاد اللوبي الخاص به، بهبوط قصير من مستوى المدخل، إلى صالات العرض الشمالية الثلاثة «المؤقتة» التي صممها هانت.
في عام 1909 تم الانتهاء من واجهة المعرض وبعد هذا التاريخ لم يتم بناء أي شيء آخر من تصميمات فيرنون. في الثلاثينيات من القرن الماضي، تم اقتراح خطط لاستكمال هذا الجزء من المعرض، لكن الكساد الكبير والقيود المالية الأخرى أدت إلى التخلي عنها.

### جناح الكابتن كوك
في عام 1968، قررت حكومة نيو ساوث ويلز أن الانتهاء من المعرض سيكون جزءًا رئيسيًا من احتفالات الذكرى المئوية الثانية للكابتن كوك. هذا الامتداد، الذي تم افتتاحه للجمهور في نوفمبر 1972، وتمديدات الذكرى المئوية الثانية لعام 1988، تم تكليفهما بمهندس حكومة نيو ساوث ويلز، مع أندرو أندرسون مهندس المشروع.
في جناح كابشن كوك، قسم أندرسون الجديد عن القديم مع شريط عريض من المناور في ساحة الدخول الرئيسية. أثناء وجود أرضيات خشبية في المحاكم القديمة، تم استخدام أرضيات الترافرتين في صالات العرض الجديدة لكل من المعارض الدائمة والمؤقتة. تمت الاستجابة للحاجة الحديثة إلى المرونة في تخطيط العرض من خلال استخدام إضاءة الجنزير وألواح السقف مسبقة الصنع المصممة لدعم نظام الجدران القابلة للفك. بينما تم طلاء المعارض الجديدة باللون الأبيض، دافع كبير المنسقين، دانيال توماس، عن مخطط ألوان فيكتوري غني لعرض لوحات المعرض التي تعود إلى القرن التاسع عشر في ساحات فيرنون الكبرى.

### تمديد الذكرى المئوية الثانية
بعد ستة عشر عامًا، تم بناء ملحق الذكرى المئوية الثانية لعام 1988 على حدائق المجال المنحدرة بشدة إلى الشرق. ضمن قيود اثنين من أشجار التين الكبيرة في خليج موريتون، ومع وجود جزء كبير من أماكن الإقامة تحت مستوى الأرض، ضاعف الامتداد حجم المعرض. تم توسيع مساحة المجموعات الدائمة والمعارض المؤقتة، وتمت إضافة معرض آسيوي جديد ومسرح المجال ومقهى يطل على خليج وولوومولو وحديقة منحوتة على السطح. ربطت السلالم المتحركة أربعة مستويات معروضة بمساحة الدخول / التوجيه. تمت إضاءة أربع «غرف» للفن المعاصر بواسطة مناور هرمية.

### توسيع معرض الفنون الآسيوية
تم إنشاء مساحة جديدة للفن الآسيوي لإضافتها إلى معرض الفن الآسيوي الموجود أدناه مباشرة. تتوهج الكسوة الخارجية الشفافة ذات الإضاءة الخلفية في الليل وقد أطلق عليها اسم «صندوق الضوء». اقترنت هذه الإضافة بتعديلات أخرى: مساحة عرض مؤقتة جديدة على المستوى العلوي، واستوديوهات ترميم جديدة، وتوسعة خارجية للمقهى المطل على خليج وولوومولو، ومطعم جديد مع منطقة مخصصة للفعاليات، ومسرح صغير ونقل محل معرض. صمم المشروع المهندس المعماري ريتشارد جونسون من سيدني وافتتح في 25 أكتوبر 2003. يتضمن الفضاء الفن من جميع أنحاء آسيا، بما في ذلك الفنون البوذية والهندوسية، والمنحوتات الهندية، والمنسوجات من جنوب آسيا، والخزف واللوحات الصينية، والأعمال اليابانية والمزيد.
وصفت جماليات الامتداد بأنها «ناتئ على قمة المعارض الآسيوية الأصلية، يتوهج الجناح بهدوء مثل الفانوس الورقي عند إضاءته ليلاً» و «زجاج أبيض عائم ومكعب فولاذي محوري بأزهار لوتس حديثة من الفولاذ المقاوم للصدأ». أضاف التمديد 720 متر مربع (7,800 قدم2) إلى معرض فنون نيو ساوث ويلز، مع المساحة الجديدة لإيواء معارض مؤقتة ودائمة. في عام 2004، فاز جونسون بيلتون ووكر بجائزتين لمشاركتهما في إنشاء ملحق أسيا جاليريز، بما في ذلك رايا ناسيونال كومونديشن، وجائزة سير زلمان كووان للمباني العامة؛ وفصل رايا إن إس دبليو، جائزة الهندسة المعمارية للمباني العامة والتجارية. تم منح مليون دولار من حكومة نيو ساوث ويلز لمشروع البناء هذا - بما في ذلك أيضًا معرض رودي كومون واستوديوهات الحفظ الجديدة والمقهى والمطعم ومنطقة الفعاليات وتجديد منطقة الإدارة. عند الانتهاء، ظهر التمديد في طبعة سبتمبر-أكتوبر 2003 من نشرة الهندسة المعمارية ووصف الجناح الجديد بأنه رائع.

### مشروع سيدني الحديث
نتجت خطط توسيع المعرض تحت اسم «مشروع سيدني الحديث» عن مسابقة فاز بها المهندسون المعماريون في طوكيو كازايو سيجما + ريو Nishizawa من سانا في عام 2015. تم انتقاد التصميم الذي تم اختياره، والذي يقترح امتدادًا هائلاً إلى الشمال، لأسباب معمارية وكذلك لأسباب تتعلق بالمصلحة العامة. وصفه المهندس المعماري السابق أندرسون بأنه تدخلي، «يصطدم» بواجهة فيرنون من الحجر الرملي ونزل رواقه إلى مدخل احتفالي. انتقد رئيس الوزراء السابق بول كيتنغ المقترحات الخاصة بتطوير المساحات الخارجية بشكل كبير بالقرب من المعرض لاستخدامها كأماكن خاصة مثل المال أكثر من الفن. اعترضت مؤسسة وأصدقاء رويال بوتانيك جاردن المجاورة، على فقدان المساحات الخضراء والحدائق في المجال المرتبط بالمشروع، وطلبت مراجعة والتفاوض مع المعرض حول خطوط الموقع والنقل والخدمات اللوجستية ومواءمة هياكل المباني.

## المجموعات

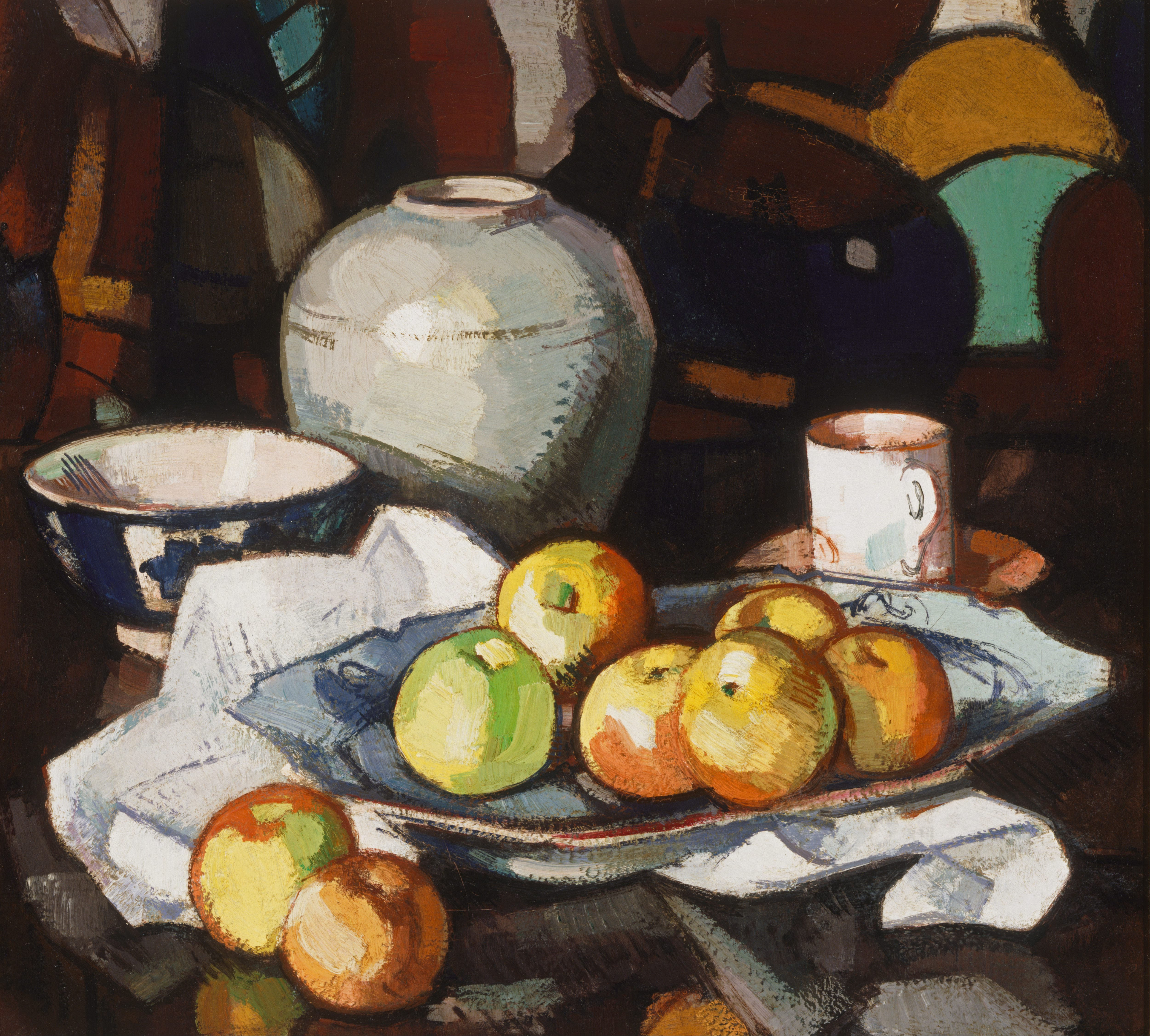
صموئيل بيبلو - التفاح والجرار (1912-1916) (من مجموعة المعرض)

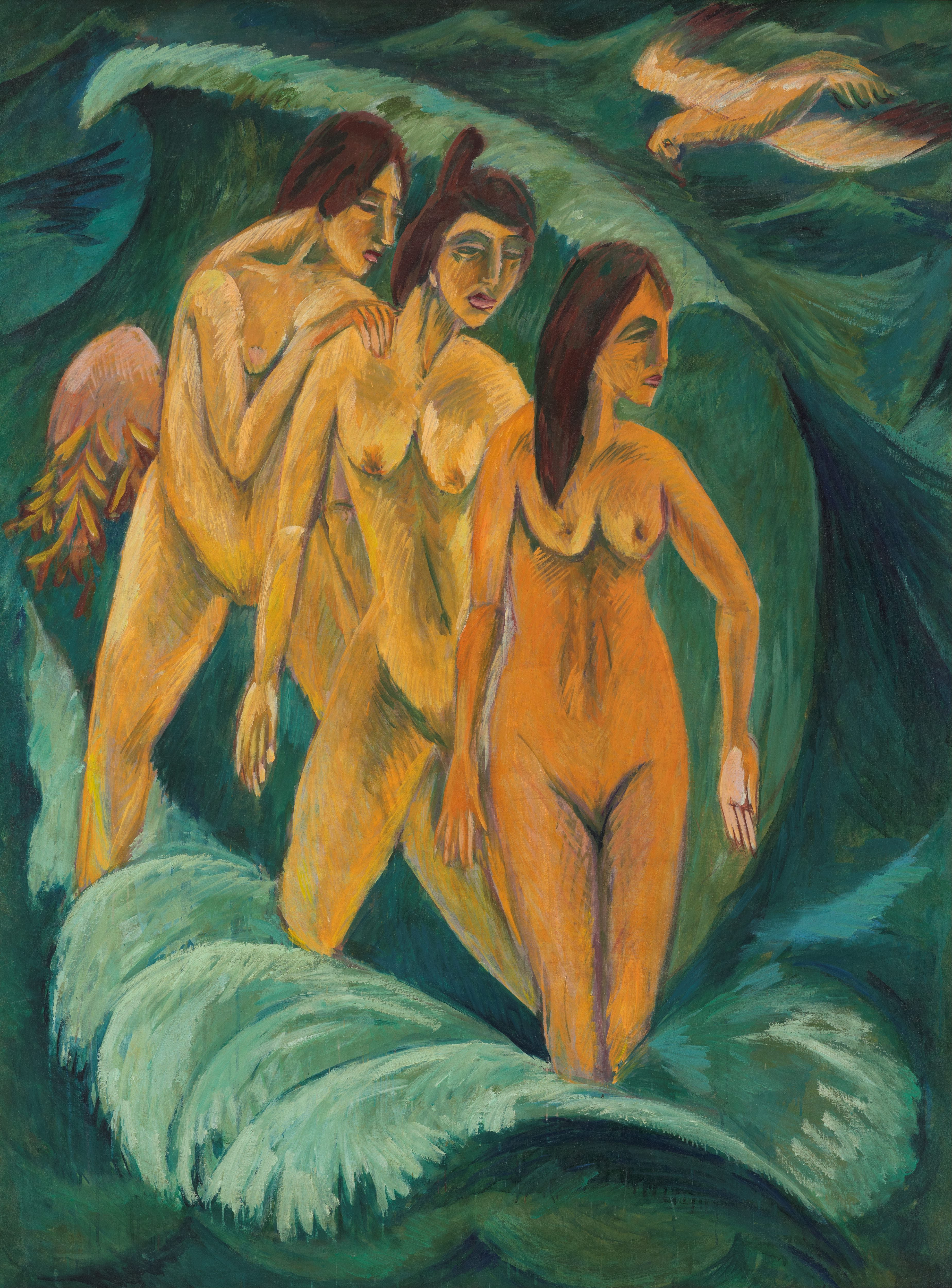
إرنست لودفيج كيرشنر، ثري باثرز، 1913

في عام 1871 بدأت المجموعة باقتناء جمعية الفن لبعض الأعمال الكبيرة من أوروبا مثل فورد مادوكس براون شوسر في محكمة إدوارد الثالث. في وقت لاحق قاموا بشراء أعمال من فنانين أستراليين مثل ستريتون فايرز أون، وذا روبرتس جولدن فليس وماكو كوبينز أون ذا والابي تراك.
فن السكان الأصليين وسكان جزر مضيق توريس
تمثل المجموعة فنانين من السكان الأصليين من المجتمعات في جميع أنحاء أستراليا. يعود أقدم عمل في المجموعة من تأليف تومي ماكراي إلى أواخر القرن التاسع عشر. المدرجة في المجموعة هي لوحات الصحراء التي أنشأتها مجموعات عائلية صغيرة تعيش على الصحراء الغربية النائية في المحطات الخارجية، لوحات النباح الشعب المياه المالحة من المجتمعات الساحلية والتعبيرات وسائل الإعلام الجديدة من «ثقافة المدينة بلاك» لفنانين معاصرين.
الفن الآسيوي
كانت الأعمال الأولى التي دخلت المجموعة في عام 1879 عبارة عن مجموعة كبيرة من السيراميك والبرونز - هدية من حكومة اليابان بعد معرض سيدني الدولي في ذلك العام. المجموعات الآسيوية بعد أن نمت منذ تلك البداية لتكون واسعة النطاق، واحتضنت بلدان وثقافات جنوب وجنوب شرق وشرق آسيا.
الفن الأسترالي
تعود المجموعة إلى أوائل القرن التاسع عشر. من بين الفنانين الأستراليين في القرن التاسع عشر: جون جلوفر، وآرثر ستريتون، ويوجين فون جيرارد، وجون راسل، وتوم روبرتس، وديفيد ديفيز، وتشارلز كوندر، وويليام بيجوينيت، وإي.فيليبس فوكس، وفريدريك ماكوبين، وسيدني لونج، وجورج دبليو. لامبرت.
من بين الفنانين الأستراليين في القرن العشرين: آرثر بويد، روبرت باني، جريس كوسينجتون سميث، إتش إتش كالفيرت، ويليام دوبيل، راسل دريسديل، جيمس جليسون، سيدني نولان، جون أولسن، مارجريت بريستون، هيو رامزي، لويد ريس، إيمانتس تيلرز، جي دبليو تريسترام ورولاند واكيلين وبريت وايتلي وفريد ويليامز وبلامير يونغ.
تم تضمين أربعة وأربعين عملاً في المعرض في طبعة عام 1973 من 100 روائع من الرسم الأسترالي.

أعمال محددة

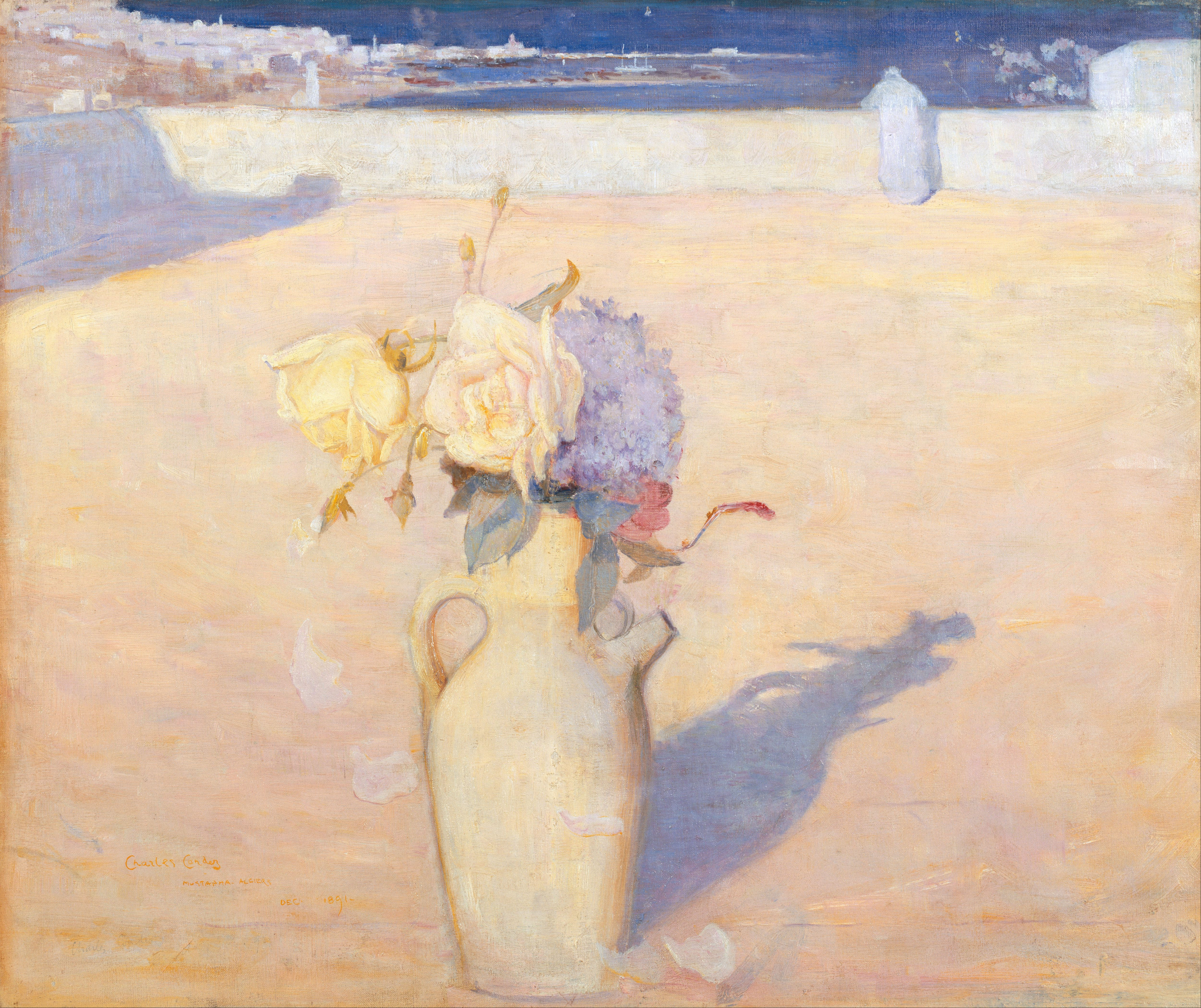
شارل كوندر  [لغات أخرى]‏، الرمال الساخنة، مصطفى، الجزائر العاصمة، 1891
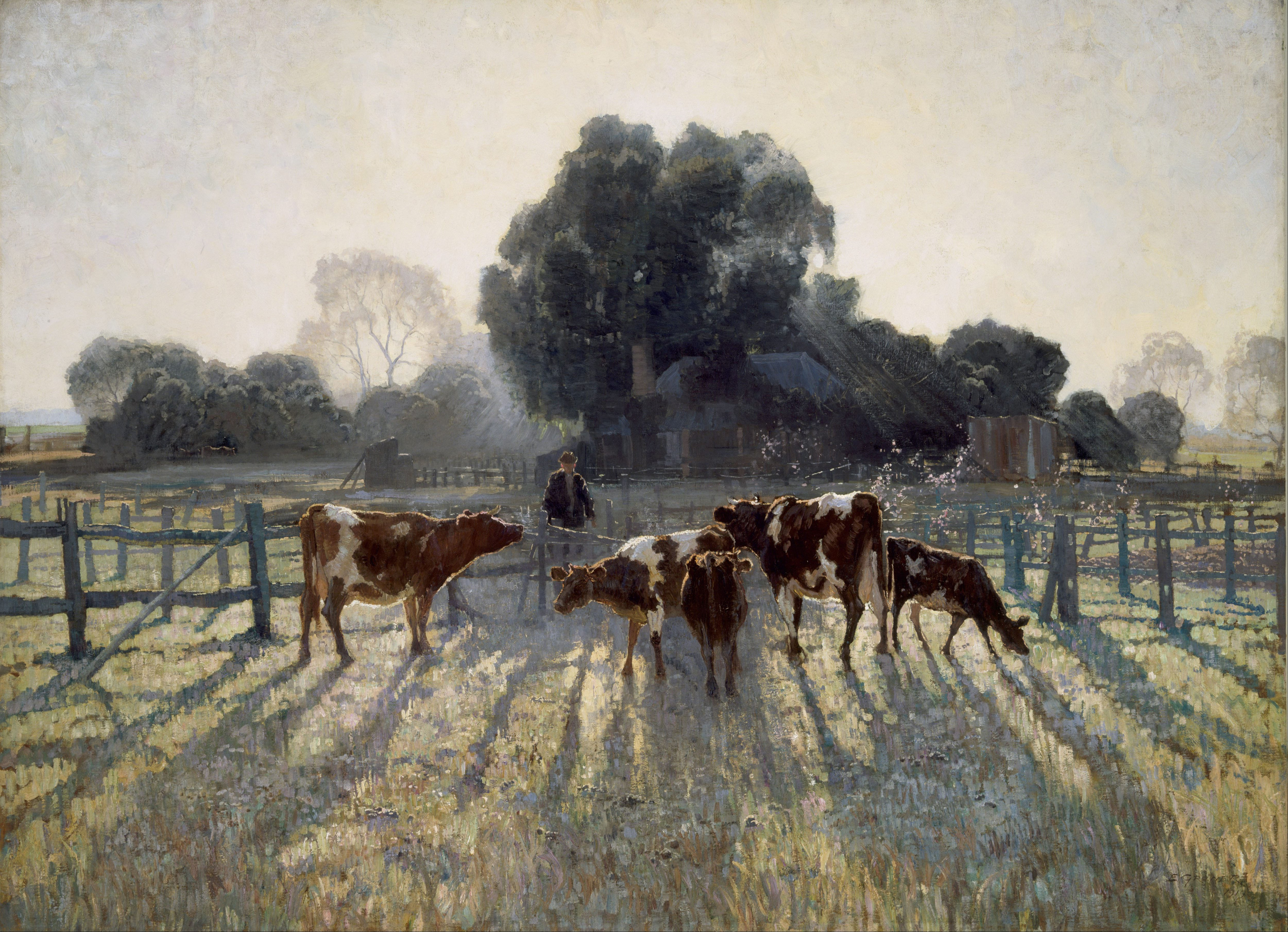
آرثر ستريتون  [لغات أخرى]‏، فايرز أون، 1891
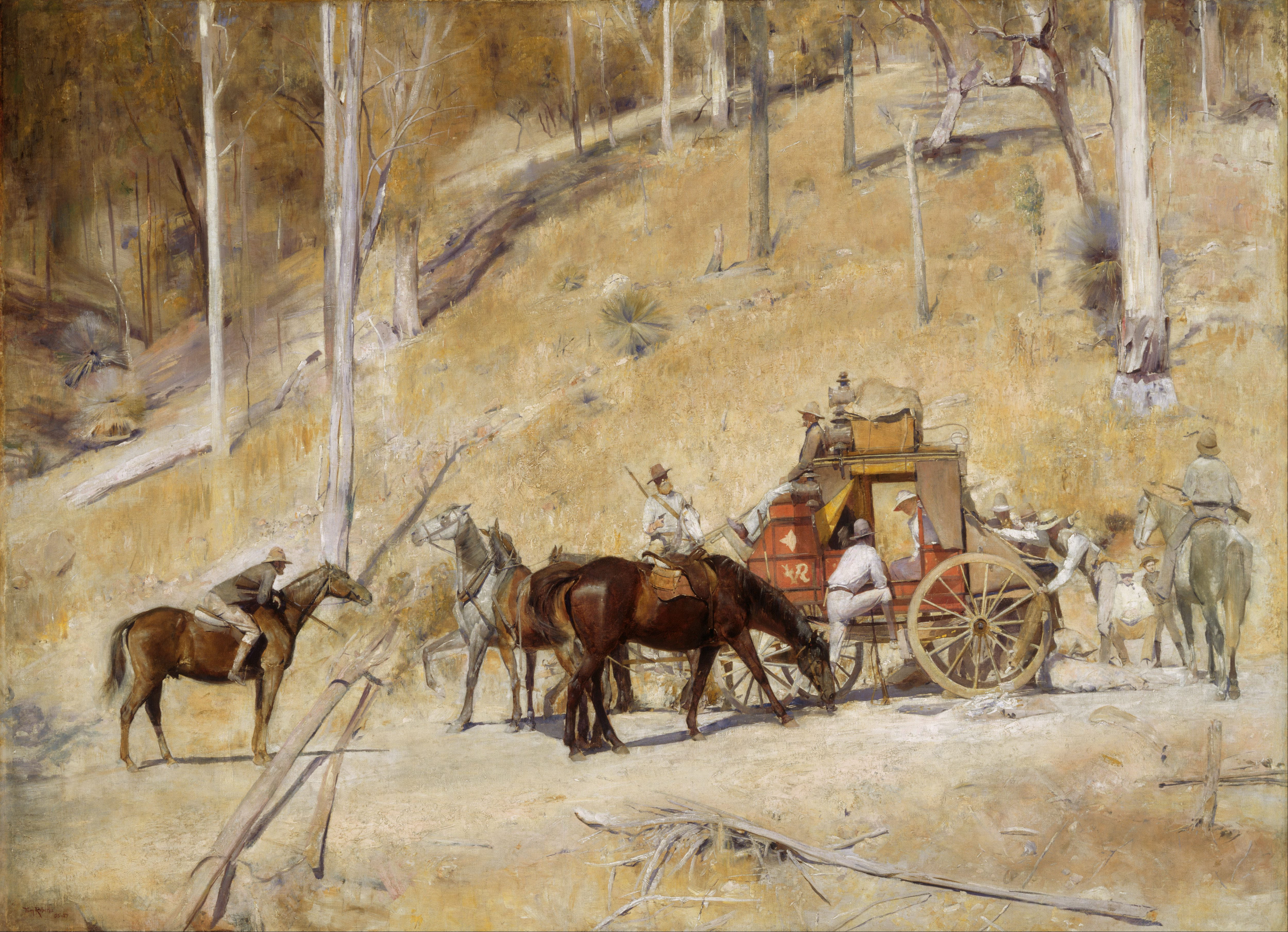
توم روبرتس، بكفالة 1895
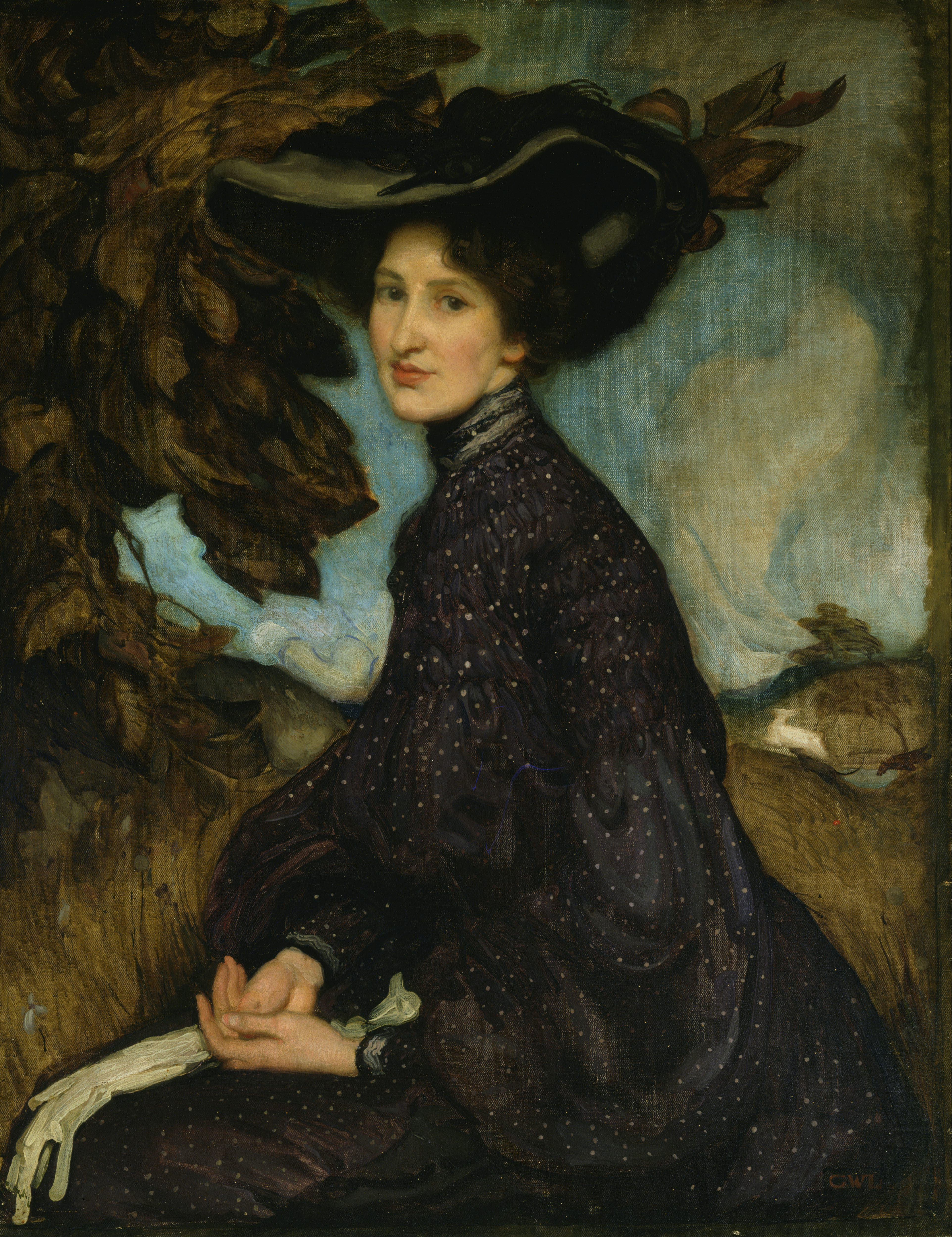
جورج واشنطن لامبرت، ثيا بروكتور  [لغات أخرى]‏، 1903

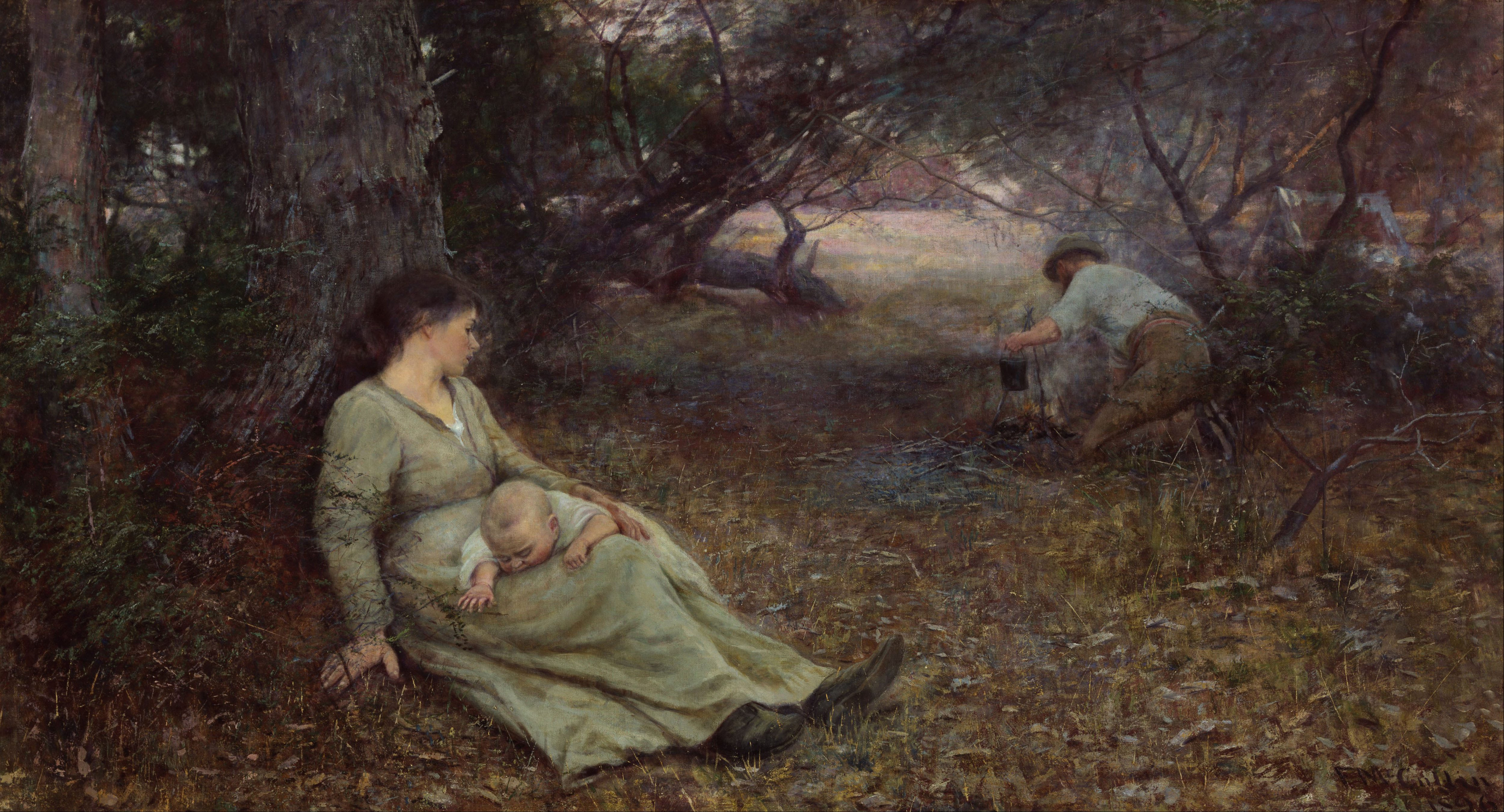
فريدريك ماكوبين  [لغات أخرى]‏، على مسار والابي  [لغات أخرى]‏ 1896
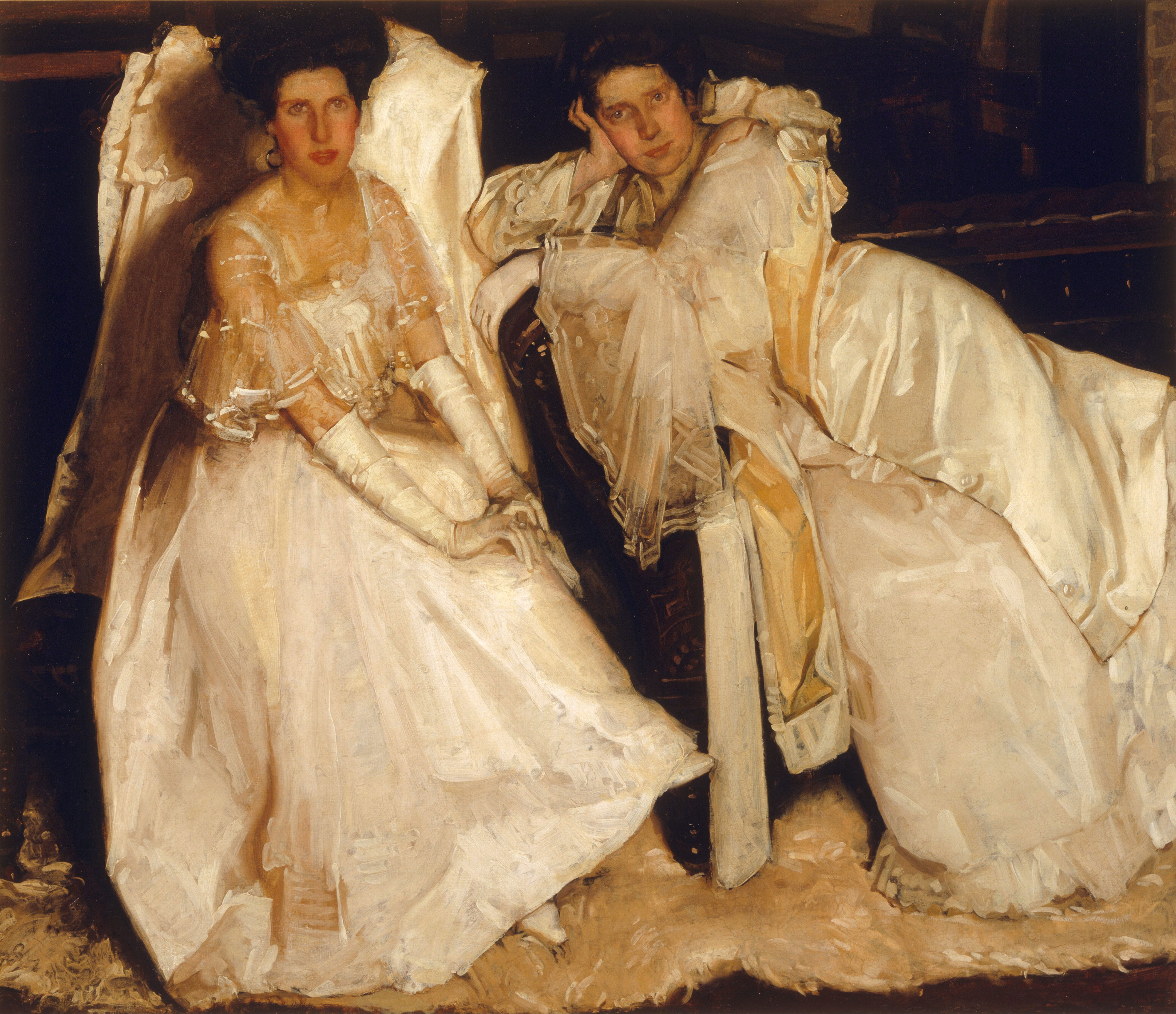
هيو رامزي، الأخوات، 1904
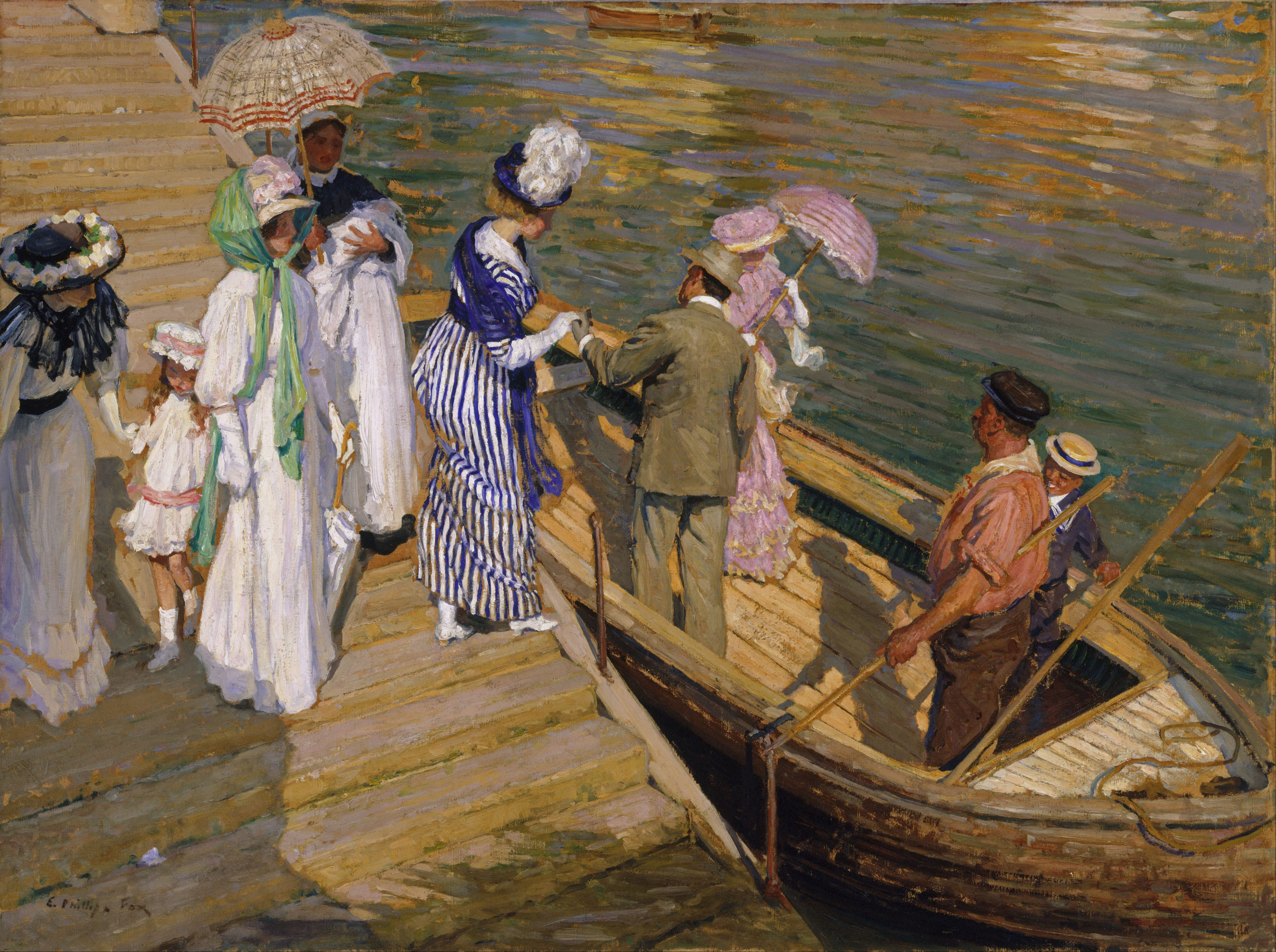
إي فيليبس فوكس، فيري، 1910

فن معاصر
المجموعة المعاصرة دولية، تشمل الفن الآسيوي والغربي وكذلك الأسترالي في جميع الوسائط. مع هدية مجموعة جون كالدور فاميلي كولكشن، يحمل المعرض الآن أكثر تمثيل أستراليا شمولاً للفن المعاصر من الستينيات حتى يومنا هذا. على الصعيد الدولي، ينصب التركيز على تأثير الفن المفاهيمي، الواقعية الحديثة، بساطتها وآرت بوفيرا. تركز مجموعة الفن الأسترالي المعاصر على الرسم التجريدي والتعبيرية وثقافة الشاشة وفن البوب.
فن المحيط الهادئ
بدأت مجموعة الأعمال الفنية من منطقة المحيط الهادئ في عام 1962 بتحريض من نائب المدير آنذاك، توني توكسون. بين عامي 1968 و 1977، حصل المعرض على أكثر من 500 عمل من مجموعة موريارتي كولكشن، وهي واحدة من أكبر وأهم المجموعات الخاصة لفن مرتفعات غينيا الجديدة في العالم.
التصوير
تضم مجموعة التصوير الفوتوغرافي مقتنيات كبيرة لمجموعة واسعة من الفنانين بما في ذلك تريسي موفات وبيل هينسون وفيونا هول وميكي ألان ومارك جونسون وماكس بام ولويس مورلي. بالإضافة إلى التصوير الفوتوغرافي المعاصر، يتم تمثيل التصوير الفوتوغرافي الأسترالي والحداثة والأفلام الوثائقية بعد الحرب من قبل ذا سيدني كاميرا سيركل وماكس دوبين وديفيد مور. ويمثل تطور التصوير الفوتوغرافي الأسترالي في القرن 19 مع التركيز على عمل تشارلز بايليس وكيري وشركاه الدولية صورا تشمل بالإنجليزية والأوروبية طليعي (باوهاوس، البنائية والسريالية). ينعكس الفيلم الوثائقي المصور في أمريكا في القرن العشرين من خلال أعمال لويس هاين ودوروثيا لانج وآخرين. يمثل الممارسات الآسيوية المعاصرة فنانين مثل ياسوماسا موريمورا وميوا ياناجي. وتتراوح أنماط من جماليات رسمية من التصوير في وقت مبكر لقطات رسمية من ويغي إلى آخر صيحات الموضة من هيلموت نيوتن وبيتينا ريميس.
الفن الغربي
يحتوي المعرض على مجموعة واسعة من الفن البريطاني الفيكتوري، بما في ذلك الأعمال الرئيسية للورد فريدريك لايتون والسير إدوارد جون بوينتر. لها حيازات صغيرة من الفن الأوروبي من 15 إلى 18 قرون، بما في ذلك أعمال بيتر بول روبنز، كاناليتو، برونزينو، دومينيكو بيكافومي، جيوفاني باتيستا موروني ونيكولو ديلابيت. هذه الأعمال معلقة في جراند كورتس جنبًا إلى جنب مع أعمال القرن التاسع عشر لأوجين ديلاكروا، جون كونستابل، فورد مادوكس براون، فينسنت فان جوخ، أوغست رودين، كلود مونيه، بول سيزان وكاميل بيسارو.
يحتل الفن البريطاني في القرن العشرين مكانًا مهمًا في المجموعة جنبًا إلى جنب مع شخصيات أوروبية كبرى مثل بيير بونارد، وجورج براك، وبابلو بيكاسو، وأوغست رودين، وإرنست لودفيج كيرشنر، وألبرتو جياكوميتي، وجورجيو موراندي.

أعمال محددة

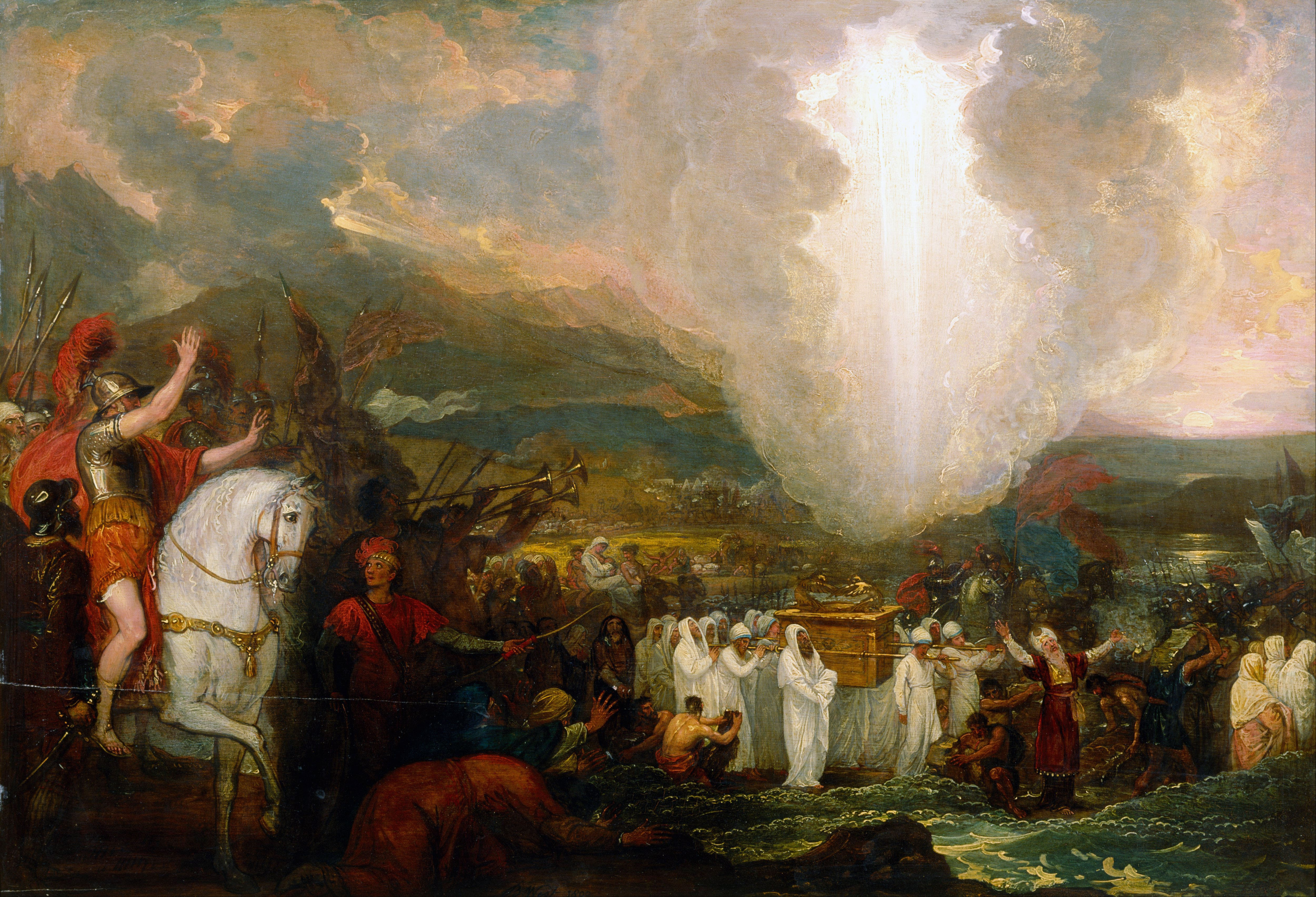
بنيامين ويست، يشوع يمر نهر الأردن مع تابوت العهد، 1800
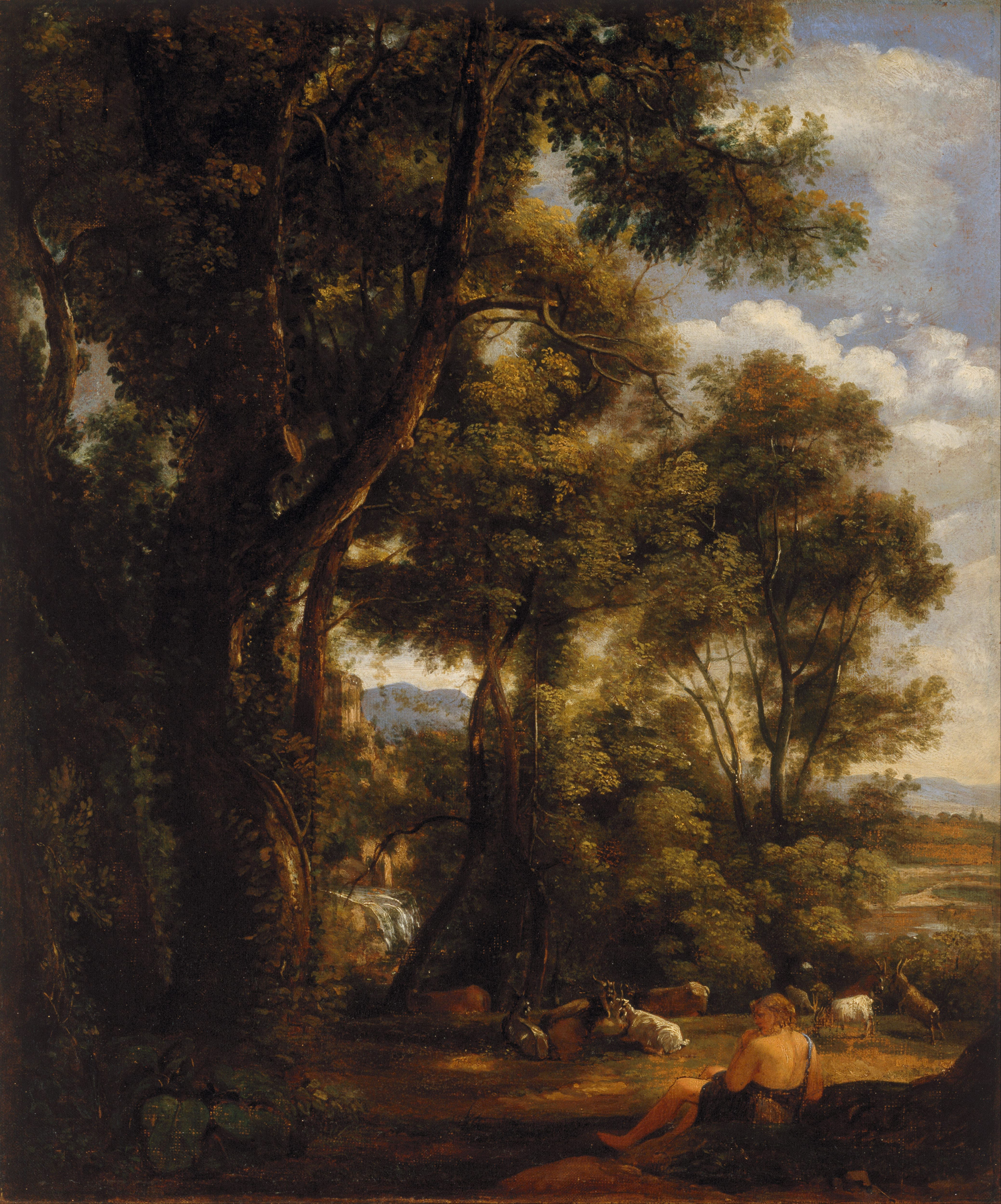
جون كونستابل، منظر طبيعي مع الماعز والماعز، ١٨٢٣
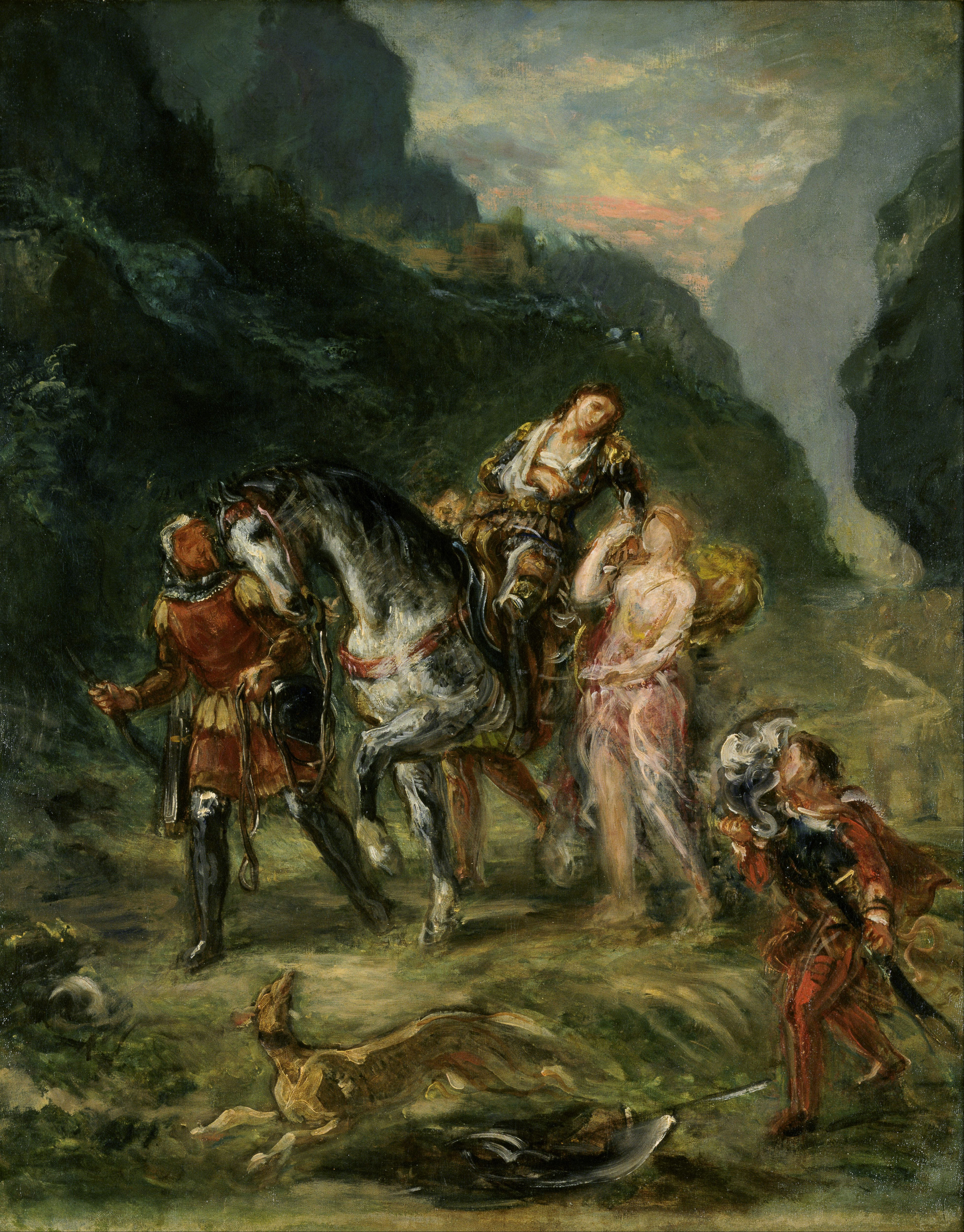
يوجين ديلاكروا، أنجليكا وميدورو الجرحى  [لغات أخرى]‏ 1860
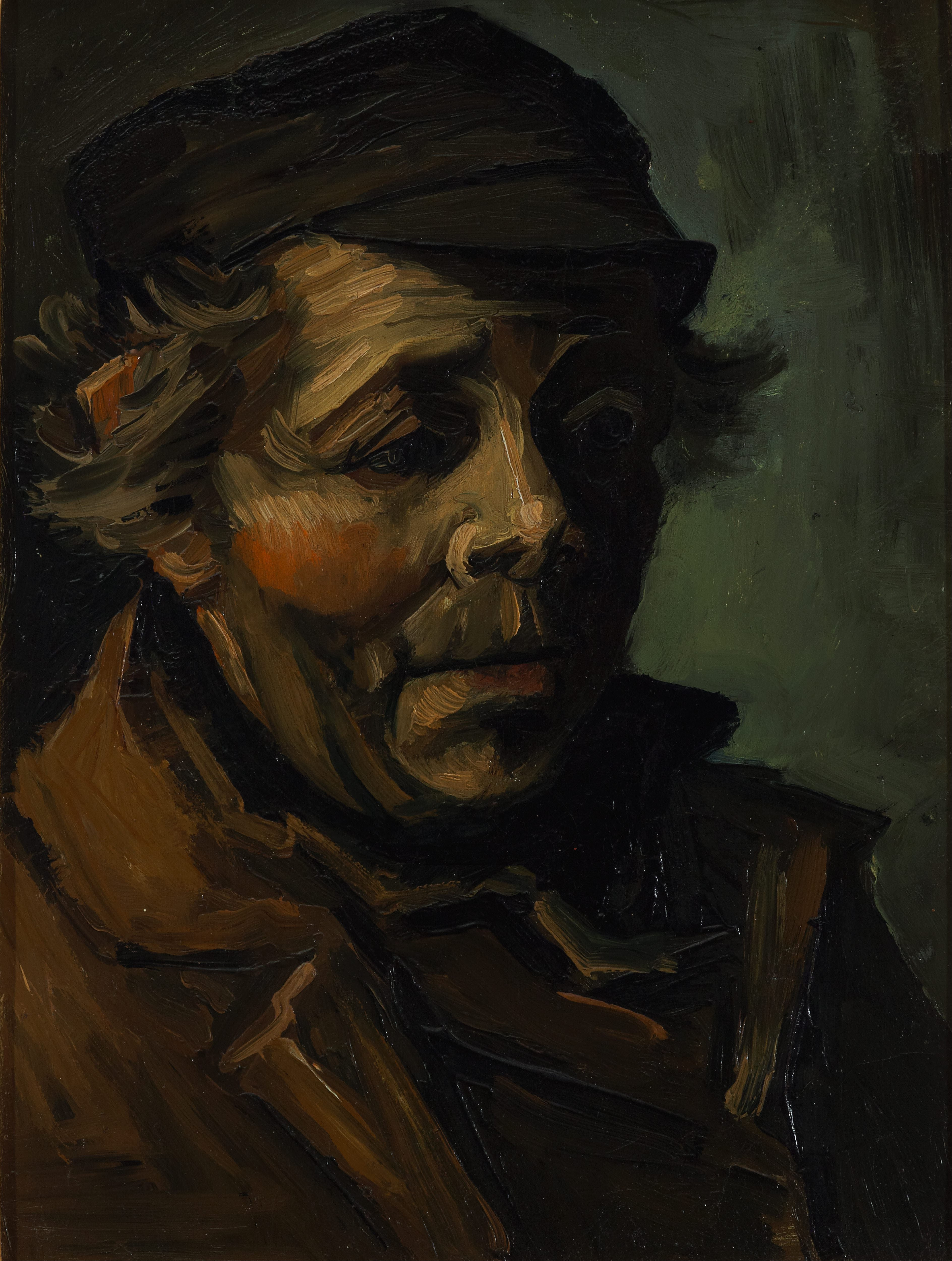
فنسنت فان جوخ، رأس فلاح، 1884
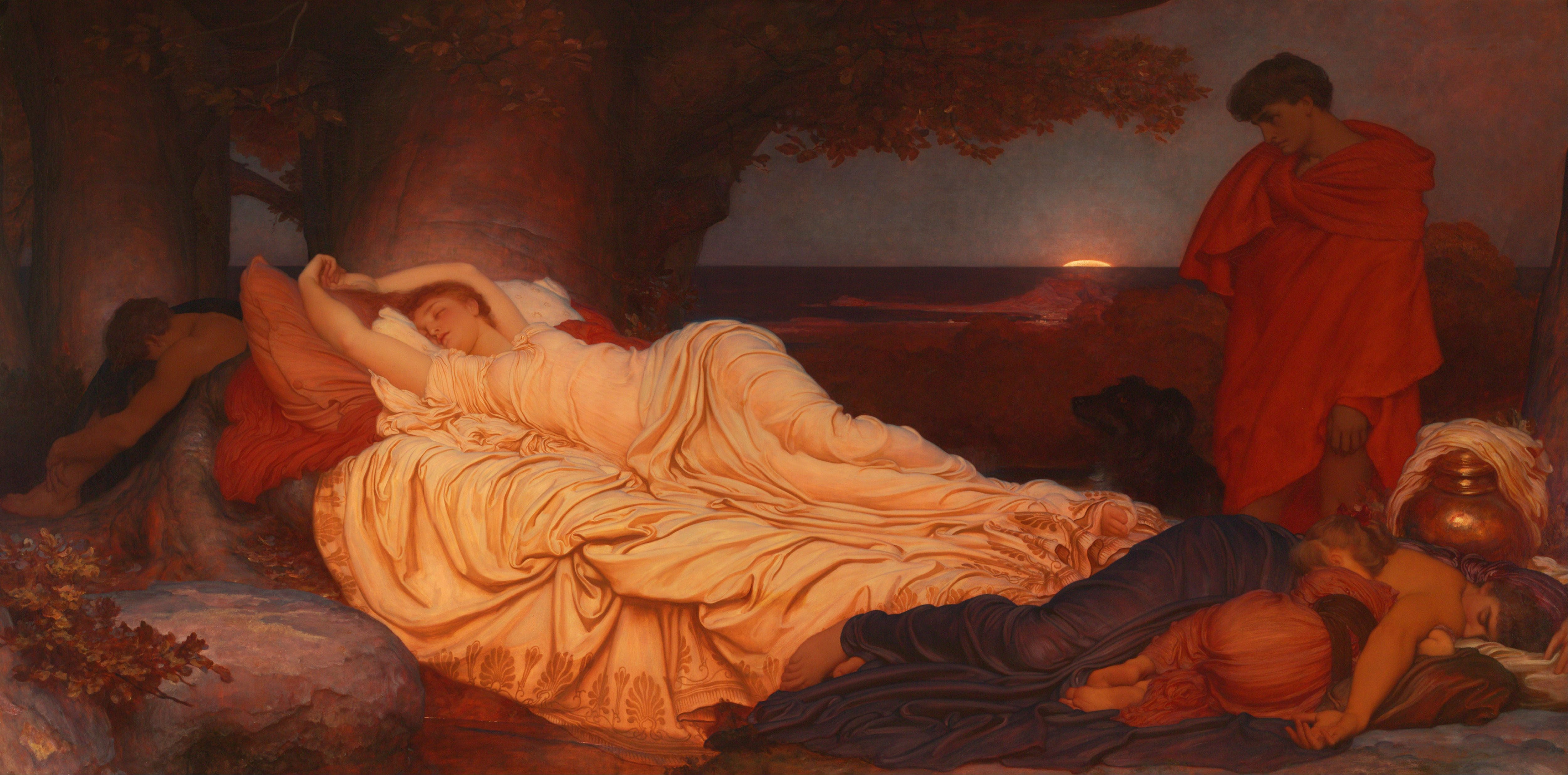
اللورد فريدريك ليتون، سيمون وإيفيجينيا  [لغات أخرى]‏، 1884
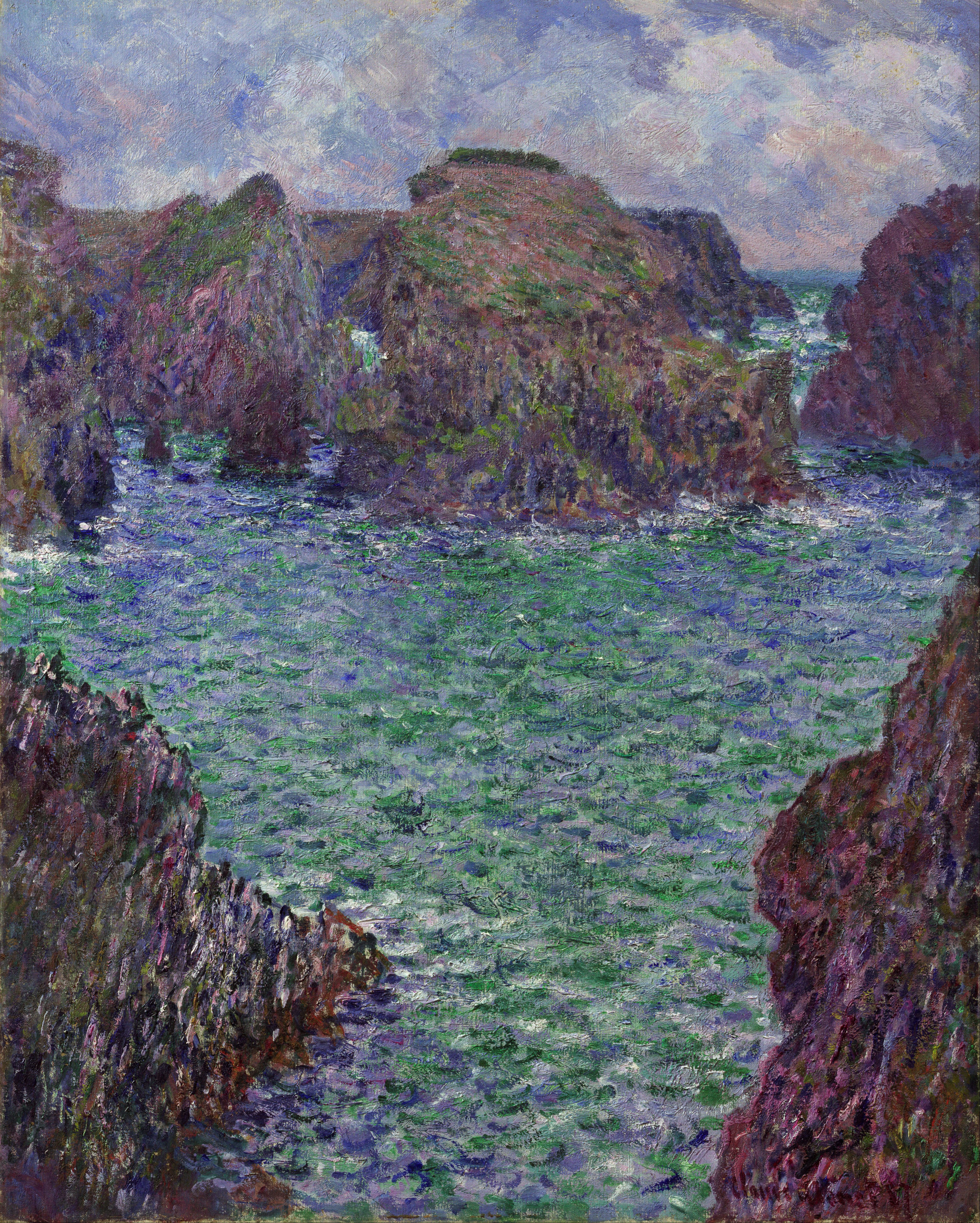
كلود مونيه، بورت جولفار، بيل إيل، ١٨٨٧
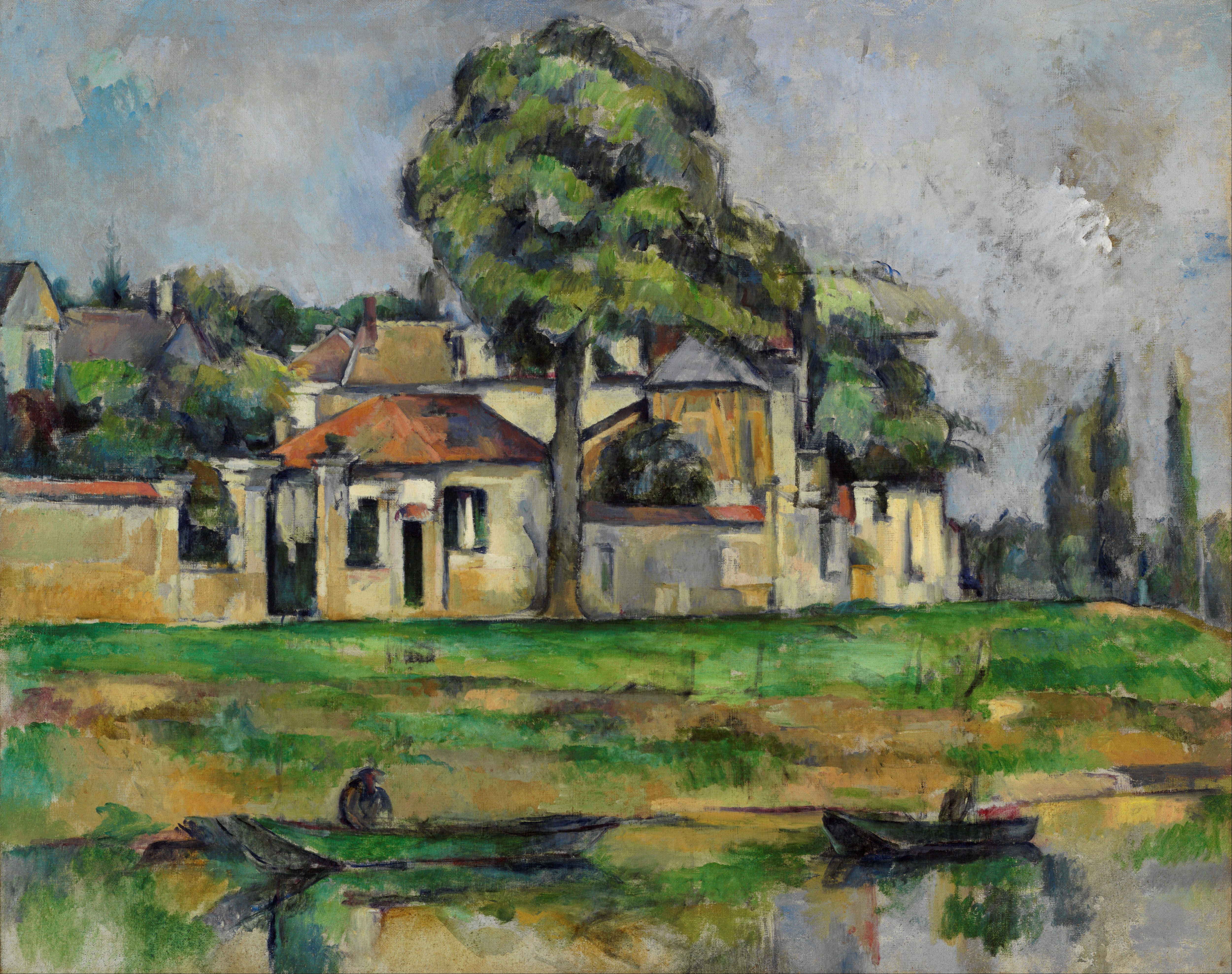
بول سيزان، بانكس أوف ذا مارن 1888
Édouard Detaille، Vive LEmpereur، 1891Édouard Detaille، Vive LEmpereur، 1891

## المعارض المؤقتة

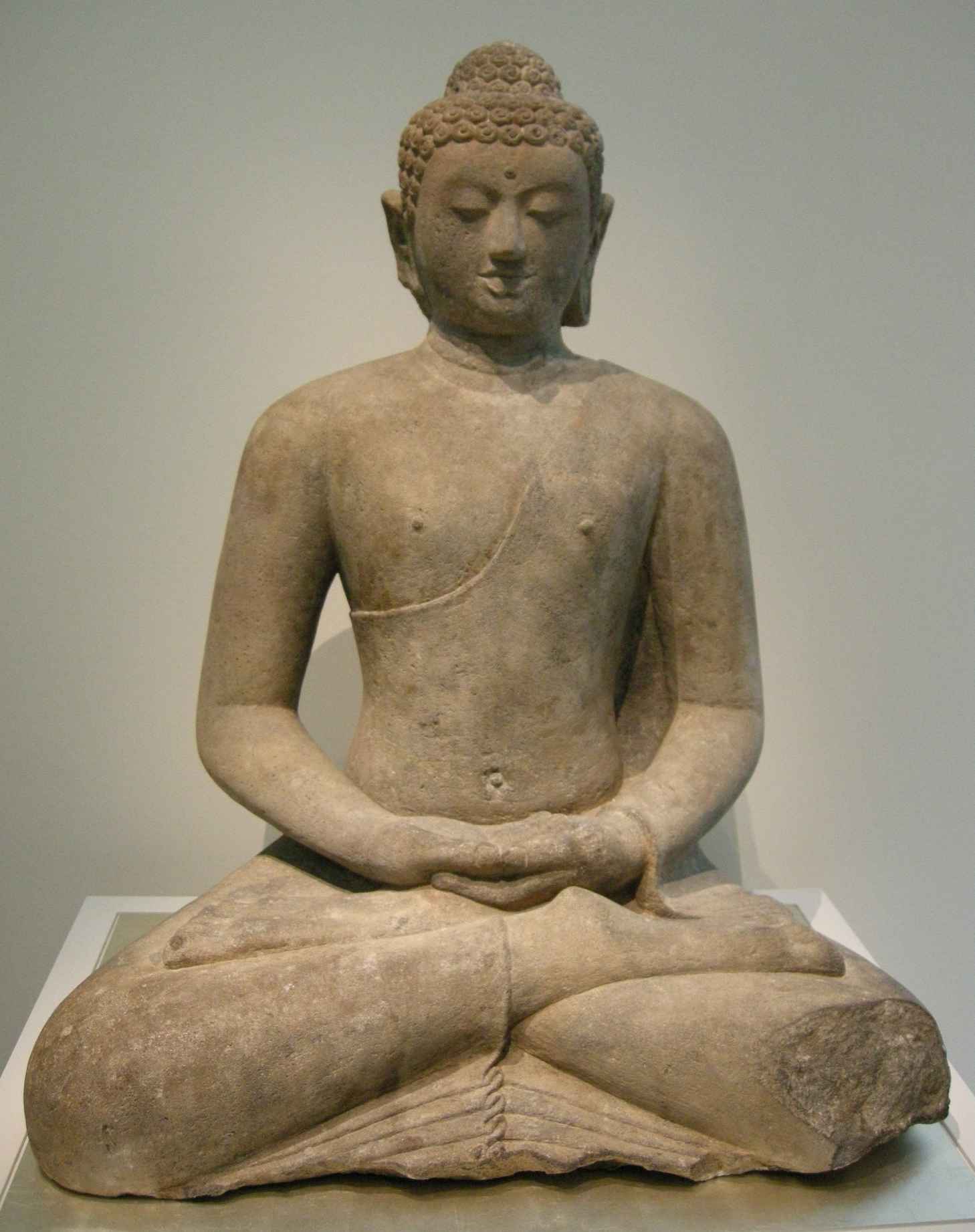
لوحة أميدا بوذا السماوي

يقام حوالي 40 معرضًا مؤقتًا كل عام ؛ البعض برسوم دخول. بالإضافة إلى المعارض لمرة واحدة، يستضيف المعرض جائزة أرشيبالد المستمرة منذ فترة طويلة، وهي جائزة الفن الأسترالية الأبرز، إلى جانب جوائز الفن سليمان ووين ودوبيل، من بين أمور أخرى. يعرض المعرض أيضًا آرت إكسبريس، وهو عرض سنوي لأعمال فحص الفنون البصرية لشهادة المدرسة العليا من جميع أنحاء نيو ساوث ويلز.

## ذا ناشيونال
ذا ناشيونال هي سلسلة من المعارض الاستقصائية التي تُجرى كل عامين وتضم فنانين معاصرين، وتُدار كشراكة بين آي جي إن إس دبليو وكاريج ووركرز ومتحف الفن المعاصر في أستراليا (MCA) وتُقام عبر صالات العرض الثلاثة. أقيمت النسخة الافتتاحية في عام 2017.
تم عقد ذا ناشيونال 2021: نيو أستراليان آرت، الثالث في السلسلة، بين مارس وسبتمبر 2021، ويضم مشاريع جديدة ومفوضة من قبل 39 فنانًا وجماعة ومجموعات تعاونية. ومن بين الفنانين المميزين فيرنون آه كي مع داليسا بيجرام وبيتي مفلر وسالي سمارت وأليك تيبوتي وجودي واتسون وجوديث رايت.

## استوديو بريت وايتلي
كان استوديو بريت وايتلي في 2 رابر ستريت، سوري هيلز مكان عمل ومنزل الفنان الأسترالي بريت وايتلي (1939-1992). منذ عام 1995 تم إدارته كمتحف من قبل آرت جاليري أوف إن إس دبليو.

## البرامج
تعليم
ينتج معلمو المعرض مجموعة متنوعة من الموارد لجماهير التعليم الابتدائي والثانوي والعالي المرتبطة بالمجموعة والمعارض الرئيسية.
أدلة المتطوعين
توفر أدلة المعرض جولات للمجموعة والمعارض للزوار، بما في ذلك المجموعات المدرسية وأعضاء المعرض وعملاء الشركات وكبار الشخصيات.
الصيانة
يقوم القائمون على صيانة المعرض بمشاريع لحماية الأعمال الفنية عن طريق منع أو إبطاء أو معالجة أو عكس الانحلال والأضرار مع ضمان عرض الأعمال الفنية أو تخزينها أو نقلها بأمان.
البرامج العامة
يحتوي المعرض على برنامج للمحادثات والأفلام والعروض والدورات التدريبية وورش العمل بالإضافة إلى البرامج المصممة لزيادة الوصول للأشخاص ذوي الاحتياجات الخاصة.

## خدمات

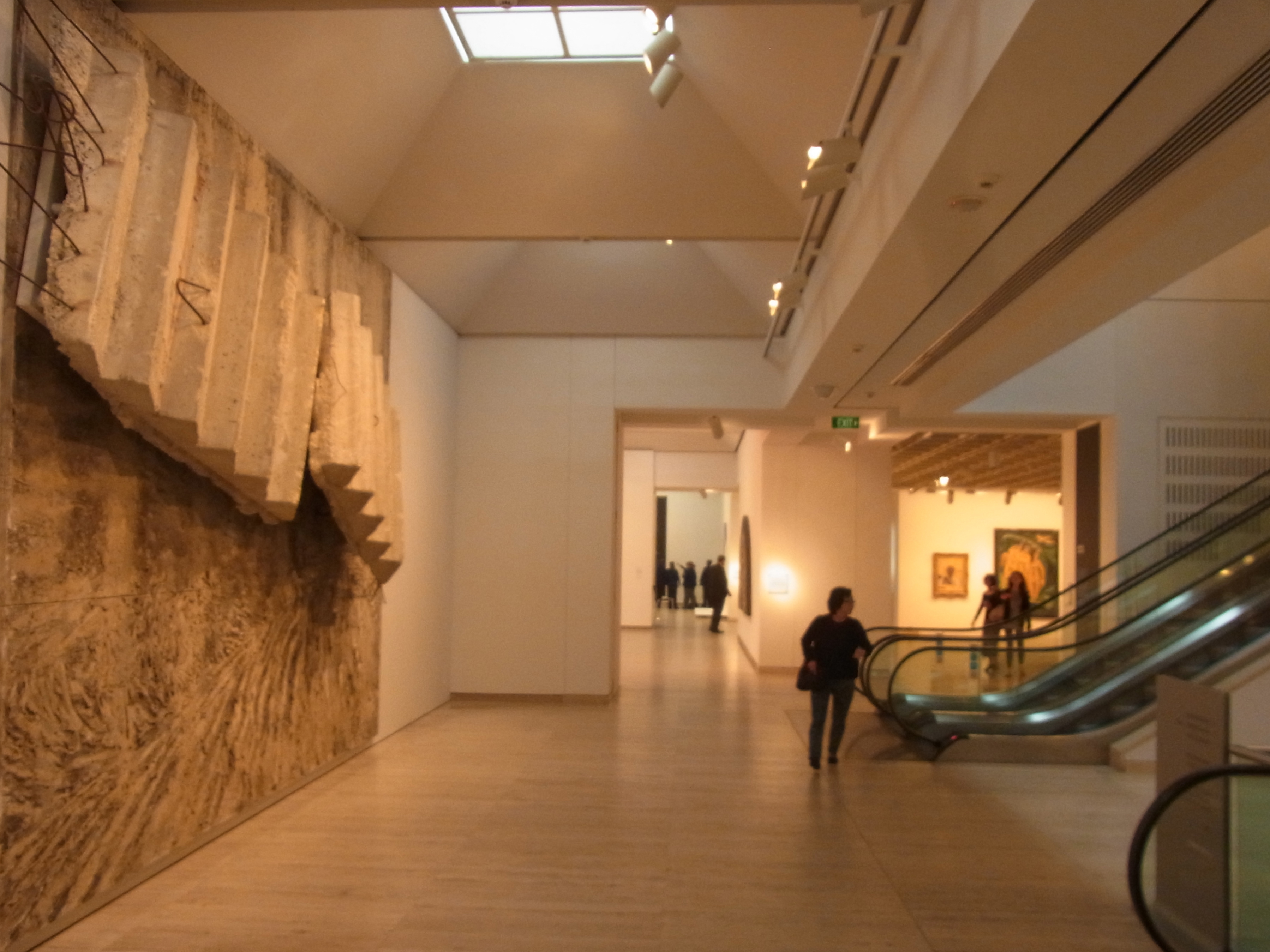
جناح الذكرى المئوية الثانية - مساحات الفن المعاصر في السلالم المتحركة (2014)

- كافيه
- مطعم
- المكتبة والأرشيف
- غرفة الدراسة
- جاليري شوب
- قاعة المئوية - 90 مقعدًا
- مسرح المجال - 339 مقعدا

## الإدارة
ذا آرت جاليري أوف إن إس دبليو هي هيئة قانونية تم إنشاؤها بموجب قانون معرض الفنون في نيو ساوث ويلز (1980) وهي هيئة تتماشى مع إن إس دبليو ترايد أند إنفستمنت. بقيادة مجلس الأمناء، يوفر المعرض أيضًا الدعم الإداري للعديد من الكيانات الأخرى، لكل منها هيكلها القانوني الخاص: معرض الفنون لمؤسسة وآرت جاليري سوييتي في نيو ساوث ويلز.
يتكون مجلس الأمناء من تسعة أعضاء بالإضافة إلى الرئيس ونائب الرئيس. يتكون المسؤول التنفيذي من مدير المعرض ونائب الدليل وثلاثة من كبار الموظفين. يعد آرت جاليري أوف إن إس دبليو فاونديشن هو صندوق الاستحواذ الرئيسي للمعرض والمؤسسة الشاملة لجميع مجموعات وصناديق المستفيدين من المعرض. وهي تجمع الأموال من التبرعات والوصايا، وتستثمر هذا رأس المال ثم تستخدم الدخل في شراء الأعمال الفنية للمجموعة. طور معرض الفنون في نيو ساوث ويلز أيضًا أساسًا سليمًا لدعم الشركات. ومن بين الشركاء والجهات الراعية إرنست ويونغ وهيربرت سميث فريهيلز وجي بي مورغان تشيس وماكواري جروب ليميتد ويو بي إس.
تم تأسيس فيس آسيا (بالإنجليزية: VisAsia)‏، المعهد الأسترالي للثقافة الآسيوية والفنون البصرية، لتعزيز الفنون والثقافة الآسيوية. ويشمل كلاً من مجلس فيس آسيا والعضوية الفردية. تعمل مؤسسة بريت وايتلي على تعزيز وتشجيع المعرفة والتقدير لعمل الراحل بريت وايتلي. جمعية معرض الفنون في نيو ساوث ويلز هي منظمة عضوية في المعرض. تتمثل أهدافها في تعزيز تمتع الأعضاء بالفن، وجمع الأموال لمجموعة المعرض. الجمعية كيان قانوني منفصل، يتحكم فيه ويديره مجلس الجمعية وأعضائه.

### المدراء
| الترتيب | المدير                       | المسمَّى الوظيفي   | تاريخ البدء    | تاريخ الانتهاء | المدة في المنصب    | المرجع                                                  |
| ------- | ---------------------------- | ---------------- | -------------- | -------------- | ------------------ | ------------------------------------------------------- |
| 1       | ليفي مونتيفيوري              | مدير             | 1 سبتمبر 1892  | 22 أكتوبر 1894 | 2 سنوات و51 أيام   | .                                                       |
| 2       | جورج إدوارد لايتون           | السكرتير والمشرف | 1 يناير 1895   | 26 مايو 1905   | 10 سنوات و145 أيام | .                                                       |
| 3       | جوثر مان                     | السكرتير والمشرف | 1 يوليو 1905   | 7 مايو 1913    | 23 سنوات و185 أيام | .                                                       |
| 3       | جوثر مان                     | مدير وسكرتير     | 7 مايو 1913    | 2 يناير 1929   | 23 سنوات و185 أيام | .                                                       |
| 4       | جيمس ماكدونالد               | مدير وسكرتير     | 2 يناير 1929   | 13 نوفمبر 1936 | 7 سنوات و316 أيام  | .                                                       |
| -       | وليام هربرت ايفولد           | مدير وسكرتير     | 13 نوفمبر 1936 | 15 فبراير 1937 | 94 أيام            | .                                                       |
| 5       | السير جون ويليام "ويل" أشتون | مدير وسكرتير     | 15 فبراير 1937 | 28 أبريل 1944  | 7 سنوات و73 أيام   | .                                                       |
| -       | هيكتور بوب ميلفيل (بالوكالة) | مدير وسكرتير     | 28 أبريل 1944  | 11 يوليو 1945  | 1 سنة و74 أيام     | .                                                       |
| 6       | هال ميسينجهام                | مدير وسكرتير     | 11 يوليو 1945  | 3 سبتمبر 1971  | 26 سنوات و54 أيام  | .                                                       |
| 7       | بيتر لافيرتي                 | مدير             | 3 سبتمبر 1971  | 30 ديسمبر 1977 | 6 سنوات و118 أيام  | .                                                       |
| -       | جيل دوكينج                   | مدير             | 30 ديسمبر 1977 | 17 أغسطس 1978  | 230 أيام           | [ 34 ] [ 83 ] [ 84 ] [ 85 ] [ 86 ] [ 87 ] [ 88 ] [ 89 ] |

### مجلس الأمناء
يتألف مجلس الأمناء من عشرة أعضاء، بمن فيهم الرئيس ونائب الرئيس ، يجب أن يلكل منها هيكلها القانوني الخاص: معرضكون اثنان منهم على دراية بالفنون وخبرة في الفنون. الأعضاء الحاليون في مجلس الإدارة هم:
| الرئيس                | بداية الفترة   | نهاية الفترة   |
| --------------------- | -------------- | -------------- |
| ديفيد جونسكي          | 1 يناير 2016   | 31 ديسمبر 2021 |
| نائب الرئيس           | بداية الفترة   | نهاية الفترة   |
| جريتيل باكر           | 5 فبراير 2014  | 31 ديسمبر 2022 |
| الأمناء               | بداية الفترة   | نهاية الفترة   |
| توني ألبرت            | 1 يناير 2020   | 31 ديسمبر 2022 |
| أنيتا بيلجيورنو نيتيس | 1 يناير 2020   | 31 ديسمبر 2022 |
| جون بورغيتي           | 1 يناير 2019   | 31 ديسمبر 2021 |
| أندرو كاميرون         | 1 يناير 2020   | 31 ديسمبر 2022 |
| اشلي داوسون دامر      | 26 فبراير 2014 | 31 ديسمبر 2022 |
| س. بروس داوتون        | 1 يناير 2015   | 31 ديسمبر 2023 |
| سالي هيرمان           | 1 يناير 2019   | 31 ديسمبر 2021 |
| بن كويلتي             | 1 يناير 2013   | 31 ديسمبر 2021 |

### الرؤساء
| #  | الرئيس                    | الفترة                          | المدة في المكتب    | ملحوظات                         |
| -- | ------------------------- | ------------------------------- | ------------------ | ------------------------------- |
| 1  | السيد ألفريد ستيفن        | 11 يونيو 1874 - 30 يناير 1889   | 14 سنوات و233 أيام | [ 91 ] [ 92 ] [ 93 ]            |
| 2  | اليعازر ليفي مونتيفيوري   | 20 مارس 1889 - 6 سبتمبر 1892    | 3 سنوات و170 أيام  | [ 92 ]                          |
| 3  | فريدريك إكليستون دو فور   | 6 سبتمبر 1892 - 24 أبريل 1915   | 22 سنوات و230 أيام | [ 94 ] [ 95 ] [ 96 ] [ 97 ]     |
| 4  | السير جيمس ريدينغ فيرفاكس | 28 مايو 1915 - 28 مارس 1919     | 3 سنوات و304 أيام  | [ 98 ] [ 99 ] [ 100 ]           |
| 5  | السير جون سليمان          | 11 أبريل 1919 - 18 أغسطس 1934   | 15 سنوات و129 أيام | [ 101 ] [ 102 ] [ 103 ] [ 104 ] |
| 6  | السير فيليب ويسلر         | 20 أغسطس 1934 - 11 سبتمبر 1938  | 4 سنوات و22 أيام   | [ 105 ] [ 106 ]                 |
| 7  | جون لين مولينز            | 23 سبتمبر 1938 - 24 فبراير 1939 | 154 أيام           | [ 107 ] [ 108 ]                 |
| 8  | برتراند جيمس ووترهاوس     | 10 مارس 1939 - 23 يوليو 1958    | 19 سنوات و135 أيام | [ 109 ] [ 110 ]                 |
| 9  | وليام هربرت إيفولد        | 23 يوليو 1958 - 1 يوليو 1960    | 1 سنة و344 أيام    | [ 92 ] [ 111 ] [ 112 ]          |
| 10 | أبين جوري ووترهاوس        | 1 يوليو 1960 - 28 ديسمبر 1962   | 2 سنوات و180 أيام  | [ 113 ] [ 114 ] [ 115 ]         |
| 11 | السير إريك لانكر          | 28 ديسمبر 1962 - 7 يونيو 1974   | 11 سنوات و161 أيام | [ 116 ] [ 117 ]                 |
| 12 | والتر بانينغ              | 7 يونيو 1974 - 16 سبتمبر 1977   | 3 سنوات و101 أيام  | [ 118 ] [ 119 ]                 |
| 13 | جون ناجل                  | 16 سبتمبر 1977 - 11 يوليو 1980  | 2 سنوات و299 أيام  | [ 120 ]                         |
| 14 | تشارلز بينيون لويد جونز   | 11 يوليو 1980 - 11 يوليو 1983   | 3 سنوات و0 أيام    | [ 121 ] [ 122 ]                 |
| 15 | مايكل جليسون وايت         | 11 يوليو 1983 - 10 يوليو 1988   | 4 سنوات و365 أيام  | [ 121 ] [ 123 ]                 |
| 16 | فرانك لوي                 | 10 يوليو 1988 - 31 ديسمبر 1996  | 8 سنوات و174 أيام  | [ 124 ] [ 125 ] [ 126 ]         |
| 17 | ديفيد جونسكي              | 1 يناير 1997 - 31 ديسمبر 2006   | 9 سنوات و364 أيام  | [ 127 ]                         |
| 18 | ستيفن لوي                 | ١ يناير 2007 - 31 ديسمبر 2013   | 6 سنوات و364 أيام  | [ 128 ] [ 129 ]                 |
| 19 | جويدو بيلجيورنو نيتيس     | 01 يناير 2015 - 31 ديسمبر 2015  | 1 سنة و364 أيام    | [ 129 ]                         |
| -  | ديفيد جونسكي              | 1 يناير 2016 - 31 ديسمبر 2021   | 9 سنوات و79 أيام   | [ 130 ]                         |

## الثقافة الشعبية
في بداية فيلم صفارات الإنذار، يسير هيو غرانت أمام اللوحات فيلكل منها هيكلها القانوني الخاص: معرض معرض الفنون في نيو ساوث ويلز، بما في ذلك سبرينغ فروست بواسطة إليوث جرونر وذا جولدن فليس (1894) لتوم روبرتس، وستيل جليدز ذا ستريم، وشال فوريفر جليد (1890) بواسطة آرثر ستريتون (1895) بواسطة توم روبرتس، وتشوسر في محكمة إدوارد الثالث (1847-1851) بواسطة فورد مادوكس براون.